# Anton Bruckner

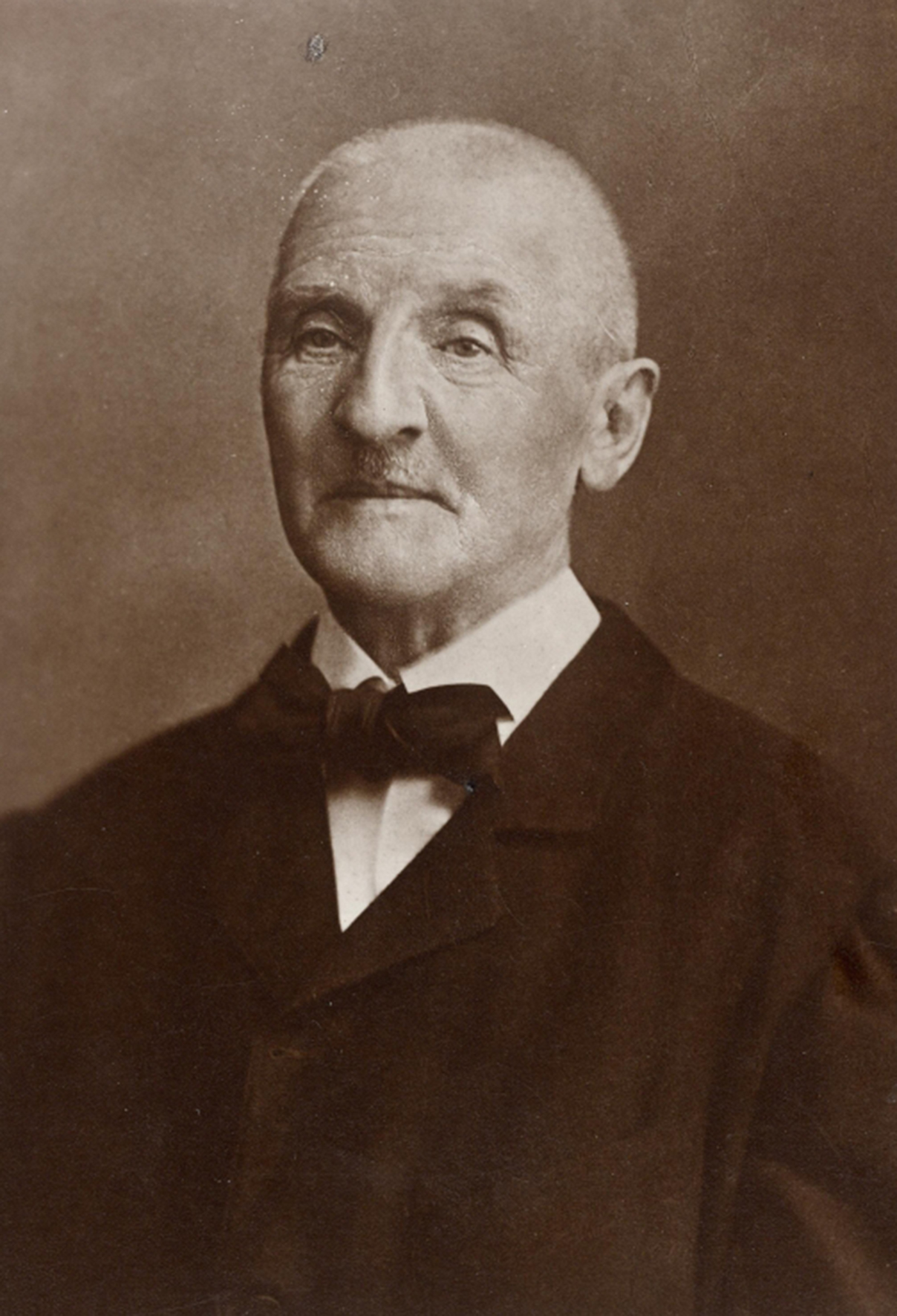
Anton Bruckner, 1894

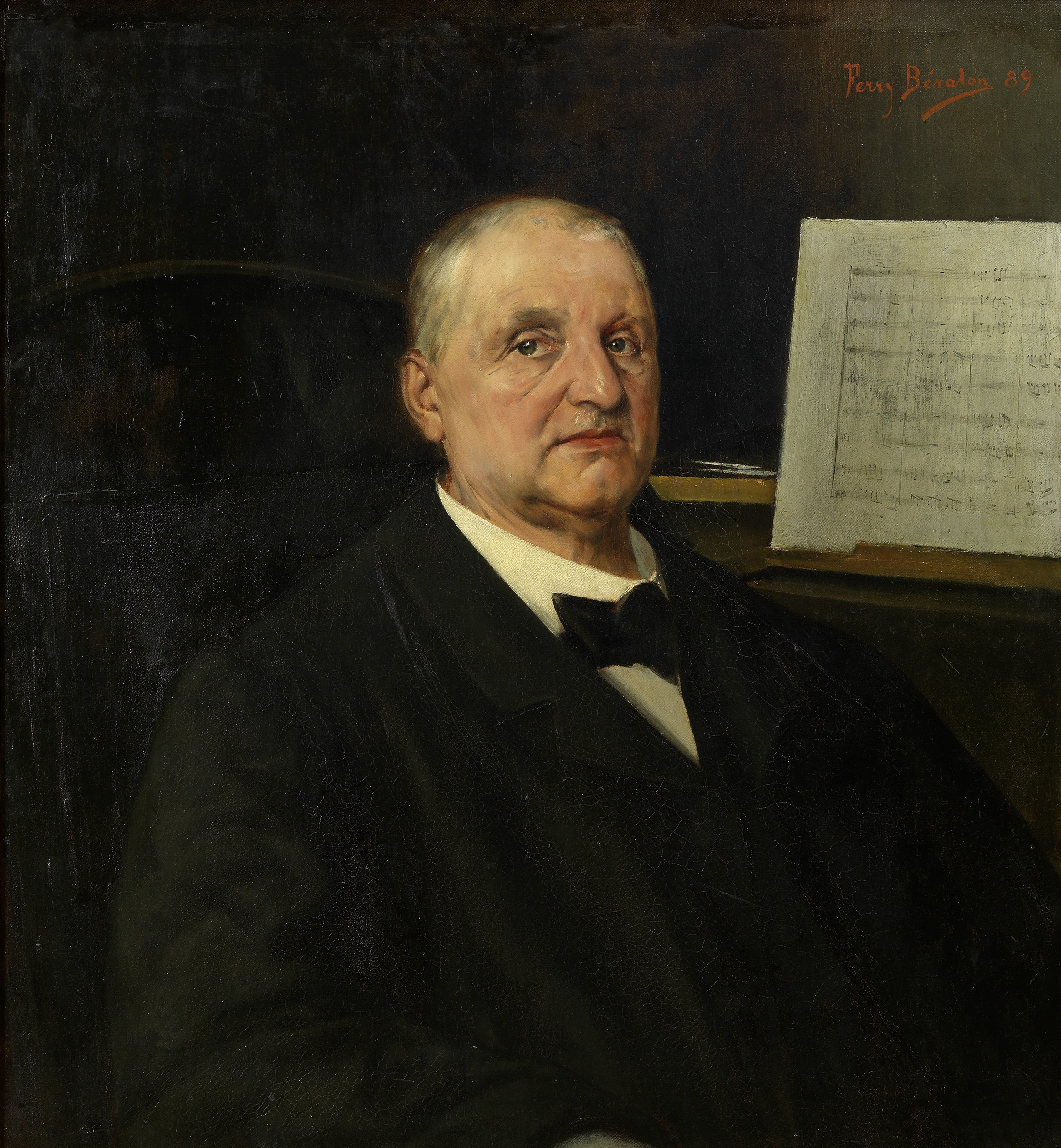
Anton Bruckner, Gemälde von Ferry Bératon, 1890

Joseph Anton Bruckner (* 4. September 1824 in Ansfelden, Oberösterreich; † 11. Oktober 1896 in Wien) war ein österreichischer Komponist der Romantik sowie Organist und Hochschullehrer. Erst spät im Leben von den Zeitgenossen gewürdigt, gehörte er doch zu den wichtigsten und innovativsten Tonschöpfern seiner Zeit und hat durch seine Werke bis weit ins 20. Jahrhundert hinein großen Einfluss auf die Musikgeschichte ausgeübt.
Seine bedeutendsten und wohl auch bekanntesten Kompositionen sind seine groß angelegten elf Sinfonien. Auch die Kirchenmusik hat er um wichtige Werke bereichert – unter anderem mit vier großen Messen und seinem Te Deum. Als Organist wurde er vor allem für seine Improvisationen bewundert.

## Leben

### Frühe Jahre: 1824–1845

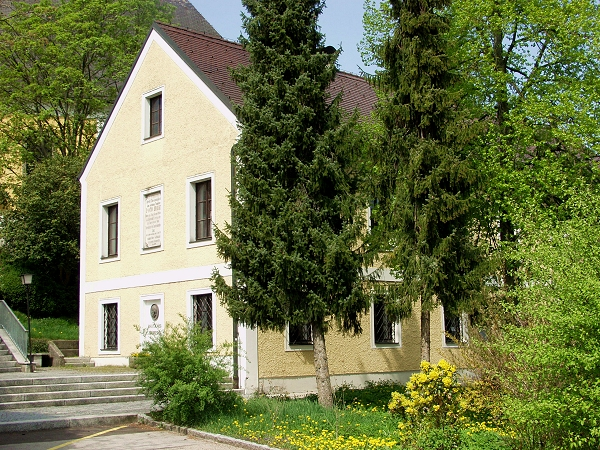
Geburtshaus Anton Bruckners

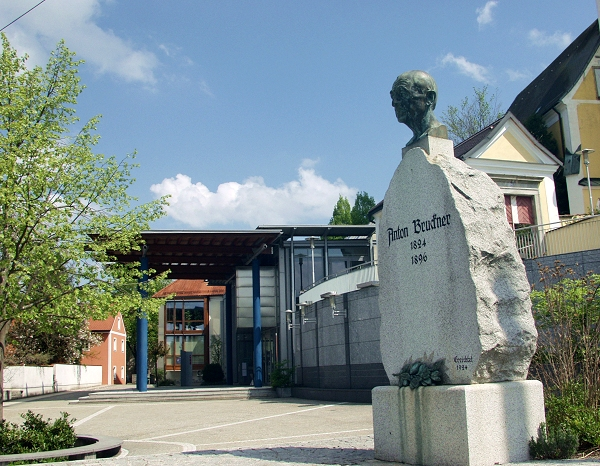
Anton-Bruckner-Denkmal in seinem Geburtsort Ansfelden

Bruckner kam als ältestes von zwölf Kindern des Lehrers Anton Bruckner (11. Juni 1791–7. Juni 1837) und dessen Ehefrau Theresia, geb. Helm (1801–1860), zur Welt. Zu den damaligen Pflichten eines Dorfschullehrers gehörten auch kirchenmusikalische Dienste wie Kantorenamt und Orgelspiel sowie das Aufspielen als Tanzbodengeiger auf Festen. Daher kam Anton junior durch seinen Vater mit Musik in Berührung und lernte früh den Umgang mit Violine, Klavier und vor allem mit der Orgel. Bereits im Alter von etwa zehn Jahren konnte er gelegentlich als Aushilfsorganist fungieren.
Nach dem frühen Tod seines Vaters 1837 wurde Bruckner von der Mutter als Sängerknabe ins nahe gelegene Stift Sankt Florian in die Nähe von Linz geschickt, wo er auch Musikunterricht erhielt. Der Familientradition folgend, fasste er den Entschluss, die Lehrerlaufbahn einzuschlagen. Nach dem Besuch des vorbereitenden Lehrerseminars in der Stadt Linz wurde er Schulgehilfe im Dorf Windhaag, wo es bald schon zu Konflikten mit seinem Vorgesetzten kam, die schließlich zur Versetzung nach Kronstorf führten: Bruckner habe zu viel komponiert und auf der Orgel improvisiert, statt seinen Pflichten (neben Schul- und Kirchendienst auch Arbeit auf dem Feld und im Wald) nachzukommen, so die Begründung. Tatsächlich gibt es von ihm aus dieser Zeit drei sogenannte „Choral-Messen“, nämlich die Windhaager Messe (eine kleine Messe für Altstimme, zwei Hörner und Orgel) und zwei missae breves (a cappella): die Kronstorfer Messe und die Messe für den Gründonnerstag. 1845 absolvierte er schließlich die Lehrerprüfung und trat noch im selben Jahr eine Stelle als Hilfslehrer der Schule von Sankt Florian an.

### Sankt Florianer Zeit: 1845–1855

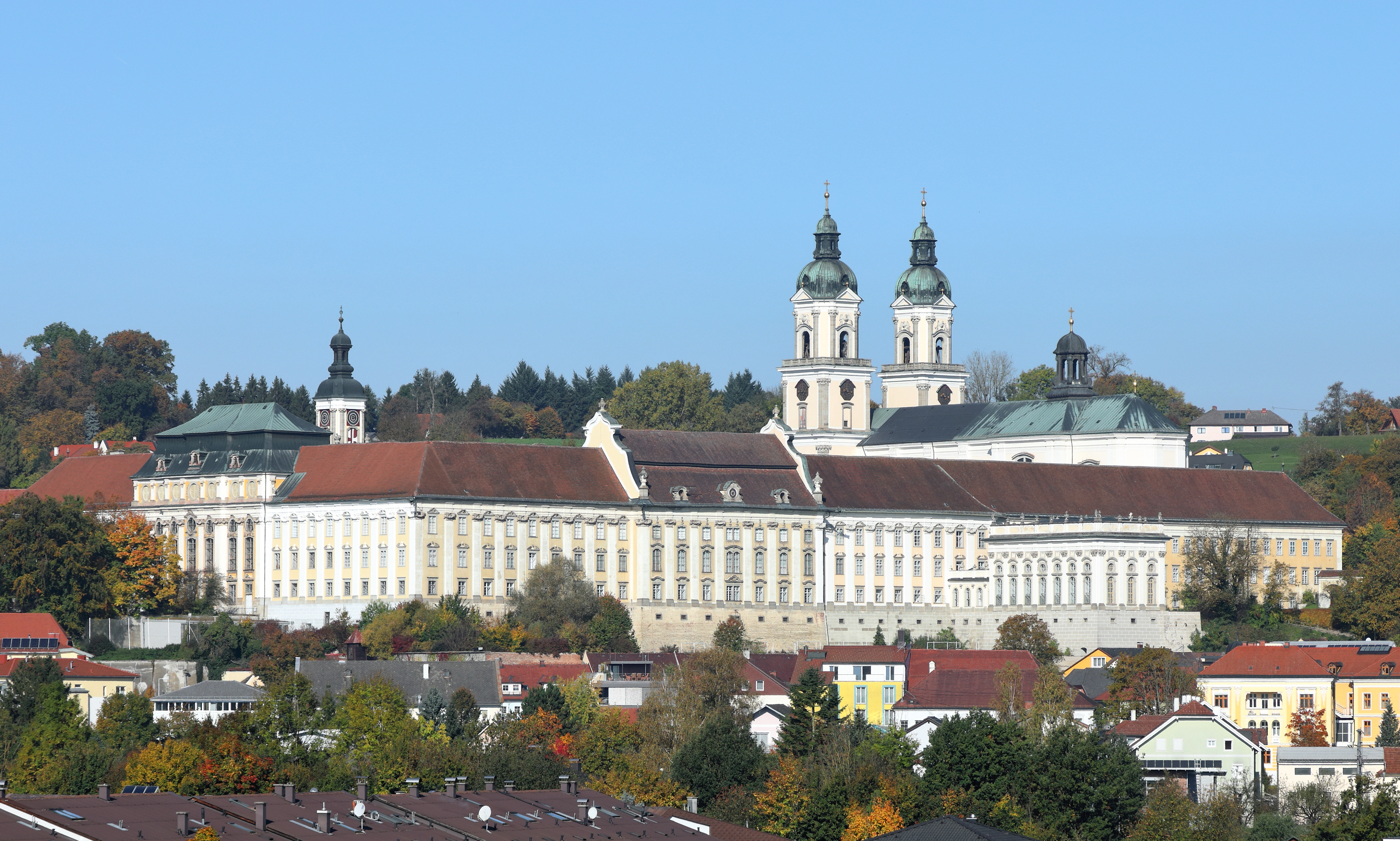
Stift Sankt Florian

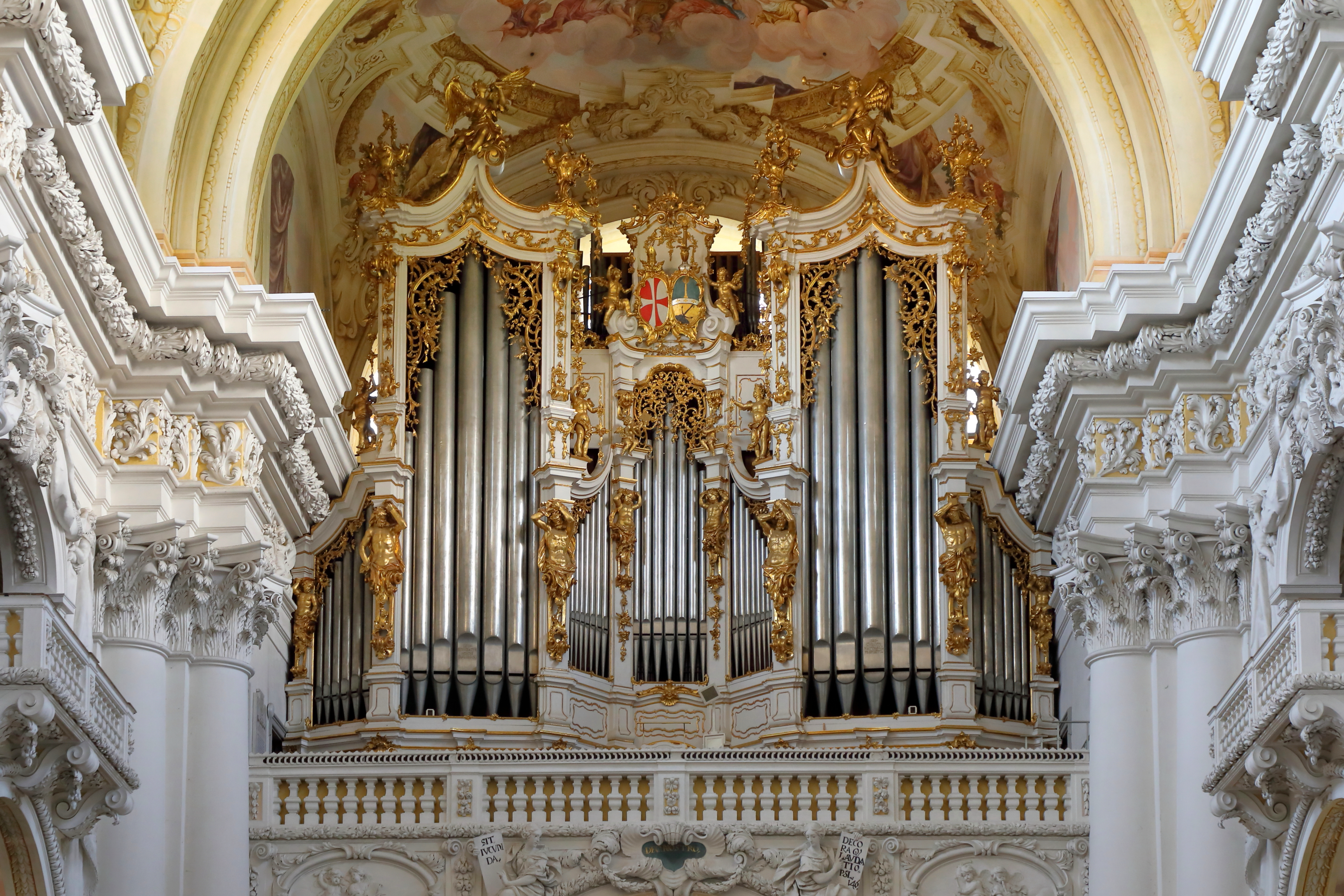
Brucknerorgel im Stift Sankt Florian

In das Jahrzehnt, das Bruckner im Stift verbrachte, fällt die allmähliche Entwicklung vom Lehrer zum professionellen Musiker. Zunächst widmete er sich weiterhin ausgiebig seinem Lehrerberuf, besuchte 1850 in Linz einen Weiterbildungskurs und bestand fünf Jahre später eine Prüfung zur Erlaubnis, auch an höheren Schulen zu unterrichten.
Gleichzeitig jedoch wurde ihm die Musik immer wichtiger, sodass er sein Orgelspiel perfektionierte, was ihm 1848 den Posten des provisorischen, drei Jahre später den des regulären Stiftsorganisten in Sankt Florian einbrachte. Es entstanden erste Kompositionen von größerer Bedeutung, so sein Requiem (1848) und eine Missa solemnis (1854), außerdem eine Reihe von Motetten und die Vertonung des 22. sowie des 114. Psalms.
1854 reiste Bruckner mit der Donau-Dampfschiffahrts-Gesellschaft das erste Mal nach Wien, um sich vor dem dortigen Hofkapellmeister Ignaz Aßmayer einer Orgelprüfung zu unterziehen, die er glänzend bestand. 1855 folgte eine erneute Reise nach Wien, wo Bruckner Schüler des berühmten Musiktheoretikers und Professors für Generalbass und Kontrapunkt Simon Sechter wurde, bei dem bereits bedeutende Musiker wie Franz Schubert oder Franz Lachner studiert hatten. Der Unterricht wurde meist über Briefe erteilt.

### Domorganist in Linz: 1855–1868

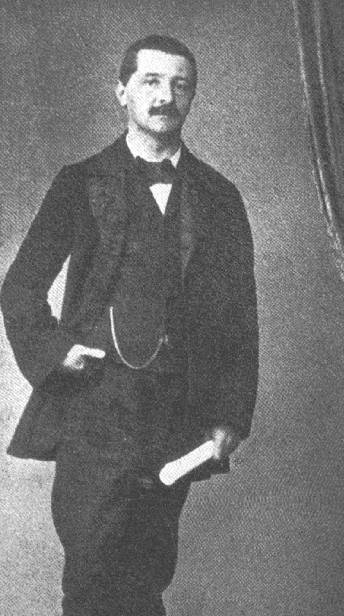
Bruckner um 1855

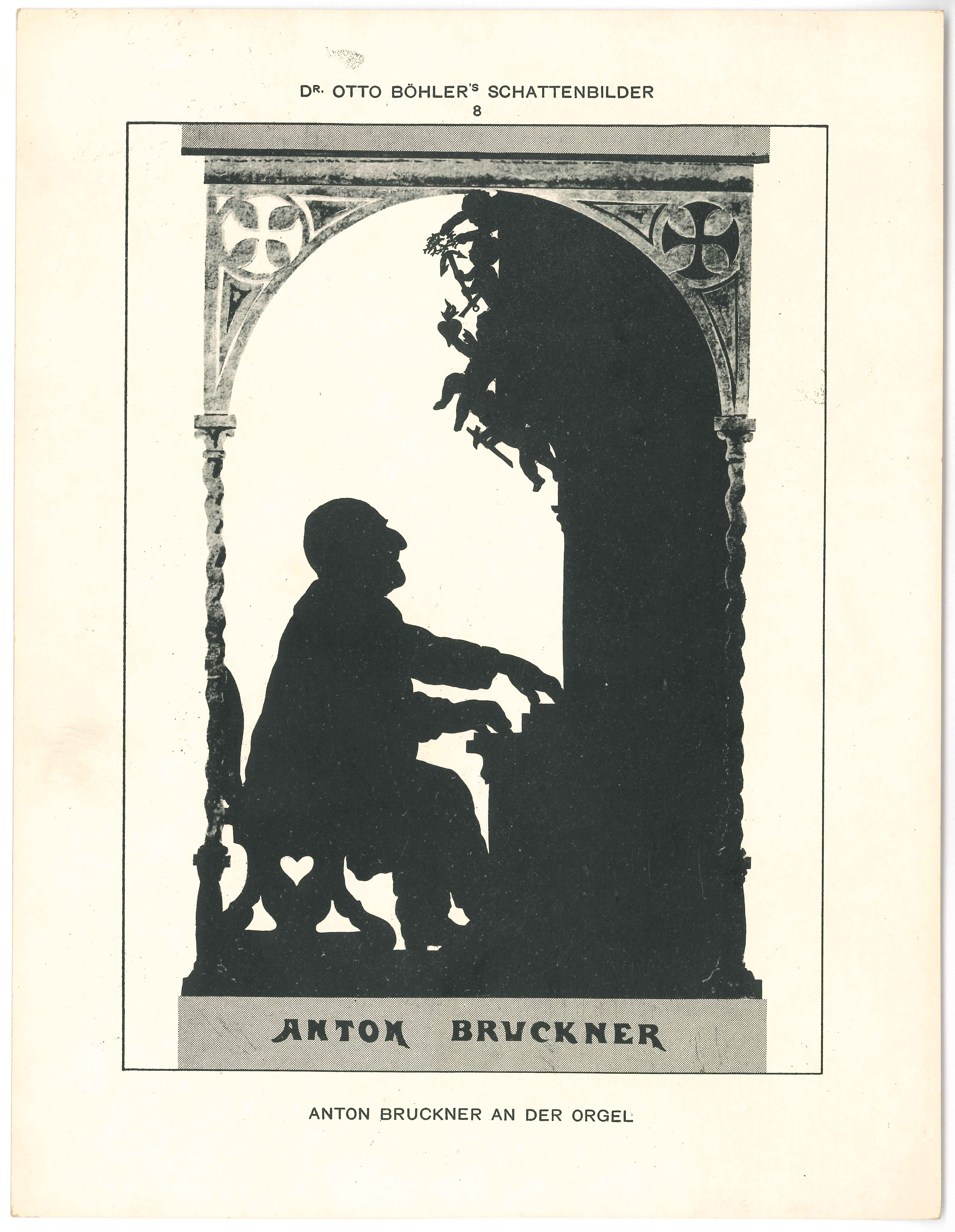
Bruckner an der Orgel, Silhouette von Otto Böhler

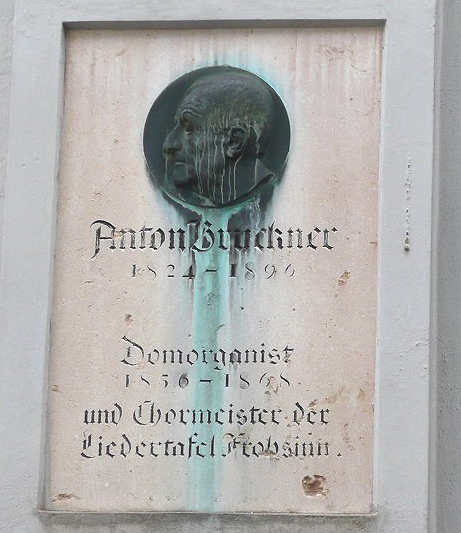
Bruckner-Gedenktafel am Alten Dom in Linz

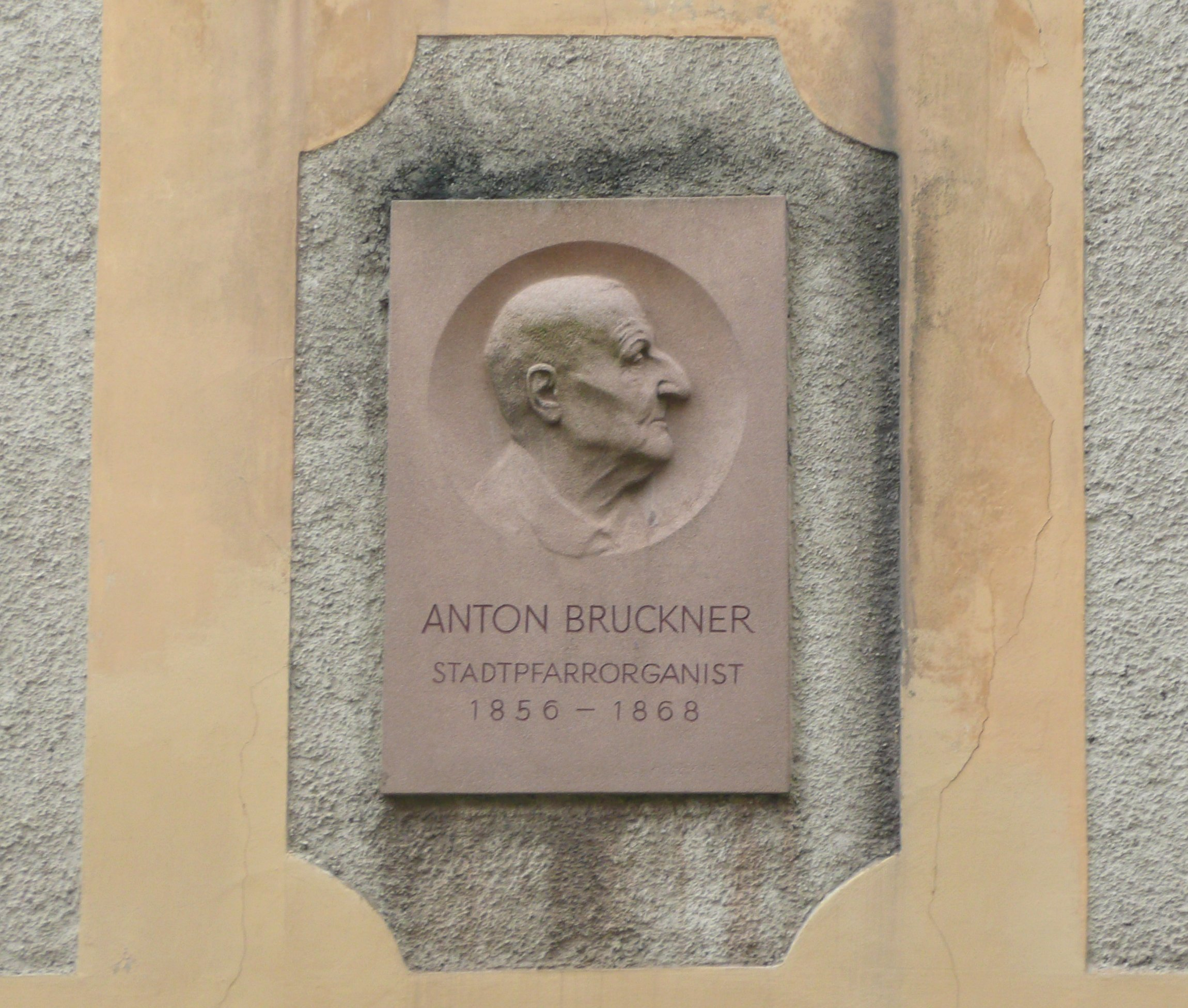
Bruckner-Gedenktafel von Adolf Wagner von der Mühl an der Stadtpfarrkirche in Linz

1855 starb der amtierende Linzer Domorganist, sodass ein Wettspiel zur Ermittlung seines Nachfolgers ausgerichtet wurde. Bruckner bewarb sich zunächst nicht, konnte jedoch schließlich überredet werden, daran teilzunehmen. Obwohl er keine schriftliche Bewerbung eingereicht hatte, wurde ihm erlaubt zu spielen. Keiner seiner Mitbewerber vermochte mit Bruckners virtuoser Orgelkunst gleichzuziehen, sodass er am 8. Dezember jenes Jahres zum neuen Domorganisten der Ignatiuskirche (Alter Dom) ernannt wurde. Nebenbei war er auch als Stadtpfarrorganist in der Stadtpfarrkirche tätig.
Die Bewerbung wurde nachgereicht. Bruckner war nun vollends Berufsmusiker geworden und gab die Schullehrertätigkeit endgültig auf. Neben seiner neuen Aufgabe absolvierte er weiterhin den Unterricht bei Sechter, besuchte seinen Mentor auch mehrmals in Wien. 1860 übernahm er als Chormeister die Leitung eines Männerchorvereins, der Liedertafel Frohsinn, die er mehrere Jahre mit Unterbrechungen innehatte. Mit der Liedertafel gab Bruckner zahlreiche Konzerte und erwarb sich somit auch als Chordirigent einen guten Ruf. Er komponierte zahlreiche Werke für den Chor, wie den Germanenzug. Am 19. November 1861 legte er schließlich als Abschluss der Musiktheoriestudien vor einer von Sechter geleiteten Kommission, der u. a. auch die Dirigenten Johann von Herbeck und Felix Otto Dessoff angehörten, an der Orgel der Piaristenkirche Maria Treu in Wien seine Prüfung ab. Die Professionalität, mit der Bruckner die gestellten Anforderungen meisterte, soll von Herbeck, der daraufhin zu einem wichtigen Förderer Bruckners wurde, zu dem berühmten Ausruf „Er hätte uns prüfen sollen“ angeregt haben.
Bruckner hatte nun die technischen Aspekte des Komponierens vollkommen gemeistert und verinnerlicht, fühlte sich aber trotz der zahlreichen bereits verfassten Stücke anscheinend noch nicht sicher genug in der Praxis freier Komposition, sodass er zwecks Weiterbildung auf diesem Gebiet in Linz den Theaterkapellmeister Otto Kitzler aufsuchte. Kitzler, fast zehn Jahre jünger als Bruckner, war ein aufrichtiger Verehrer der Werke von Hector Berlioz, Franz Liszt und Richard Wagner, anhand derer er Bruckner die damals modernen Methoden der Komposition und Instrumentation demonstrierte. Auch Ludwig van Beethoven, Robert Schumann und Felix Mendelssohn Bartholdy waren wichtige Eckpfeiler dieses Unterrichts. Während dieser Zeit hielt Kitzler seinen Schüler immer wieder zum Komponieren an (bezeichnenderweise hatte zuvor Simon Sechter jegliche freie Komposition während der Lektionen verboten). So entstanden unter anderem die ersten größeren Instrumentalwerke: ein Streichquartett, eine Ouvertüre und die sogenannte Studiensinfonie. Nach Fertigstellung dieses Werkes 1863 ließ Kitzler Bruckners Studien als erfolgreich absolviert gelten. Zwischen 1864 und 1868 entstanden nun mit den drei großen Messen in d-Moll, e-Moll und f-Moll sowie der Sinfonie Nr. 1 c-Moll die ersten Meisterwerke des Komponisten Bruckner.
Durch Kitzler mit Wagners Musik in Kontakt gekommen, hatte Bruckner inzwischen die Partituren des Tannhäusers und des Fliegenden Holländers studiert und sich von den Werken stark beeindruckt gezeigt. Im Juni 1865, anlässlich einer Aufführung von Tristan und Isolde in München, lernte er den verehrten Komponisten schließlich persönlich kennen. Wagner akzeptierte wohlwollend Bruckners Anhängerschaft und übertrug ihm und seiner Liedertafel „Frohsinn“ drei Jahre später sogar die konzertante Uraufführung der Schlussszene der Meistersinger von Nürnberg (4. April 1868). Die zahlreichen Tätigkeiten als Organist, Chorleiter und Komponist hatten ein knappes Jahr zuvor allerdings ihren Tribut gefordert: Bruckners Kräfte waren so überanstrengt worden, dass er sich 1867 auf Erholungskur nach Bad Kreuzen begab.
1868 erlebte Bruckners erste Sinfonie unter der Leitung des Komponisten eine recht erfolgreiche Uraufführung, die der berühmte Wiener Kritiker Eduard Hanslick positiv rezensierte. Allerdings blieb die Resonanz ansonsten gering; und Bruckner wollte seine Kompositionen einem größeren Publikum, als in der Provinz möglich, bekannt machen. Da außerdem durch Sechters Tod im September des vorhergehenden Jahres dessen Posten als Professor für Musiktheorie (Generalbass und Kontrapunkt) und Orgelspiel am Wiener Konservatorium wie auch die Hoforganistenstelle frei geworden waren, fasste Bruckner den Entschluss, der Nachfolger seines ehemaligen Mentors zu werden und nach Wien zu ziehen.

### Bruckner in Wien (1868–1896)

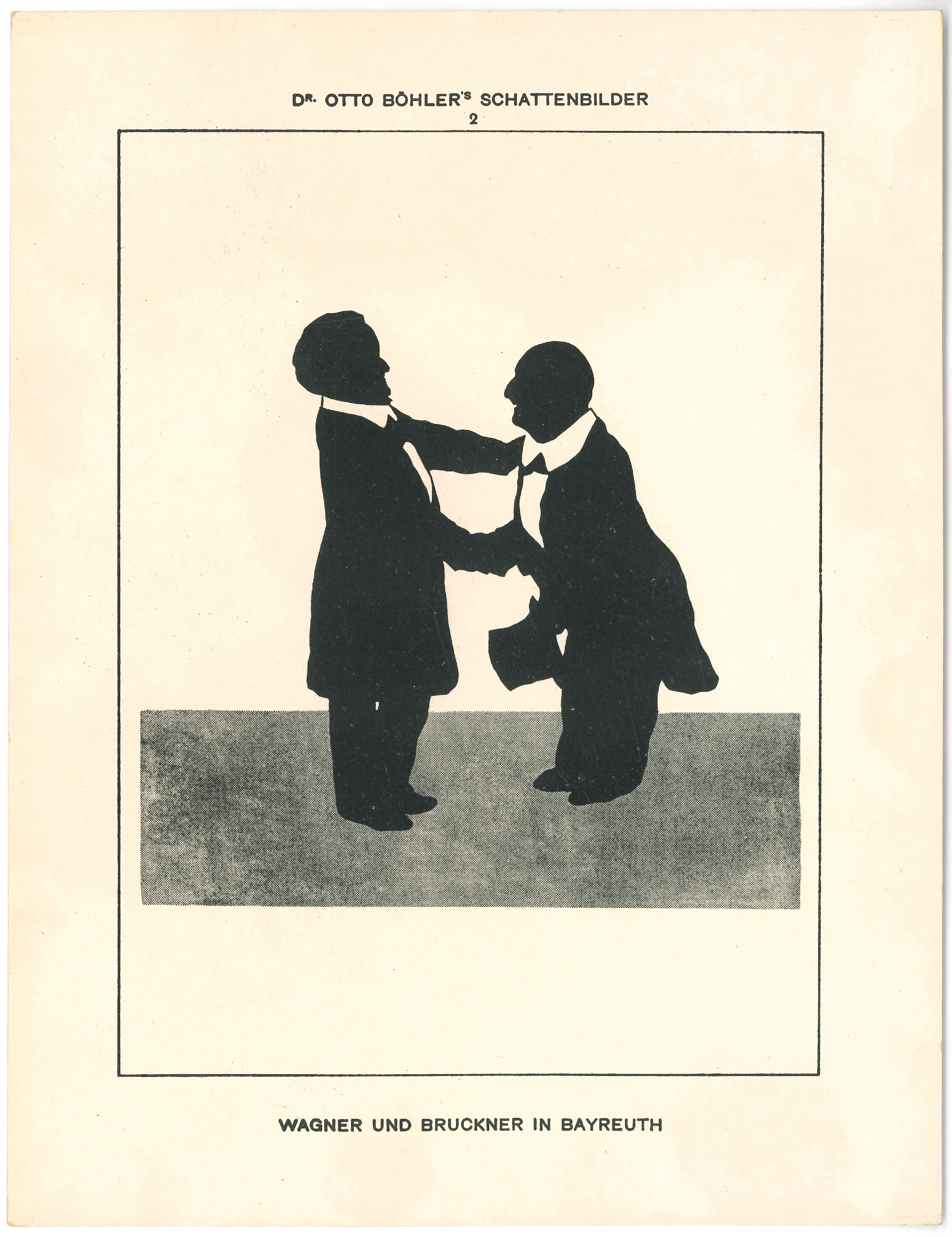
Bruckner und Richard Wagner 1873 in Bayreuth; Silhouette von Otto Böhler

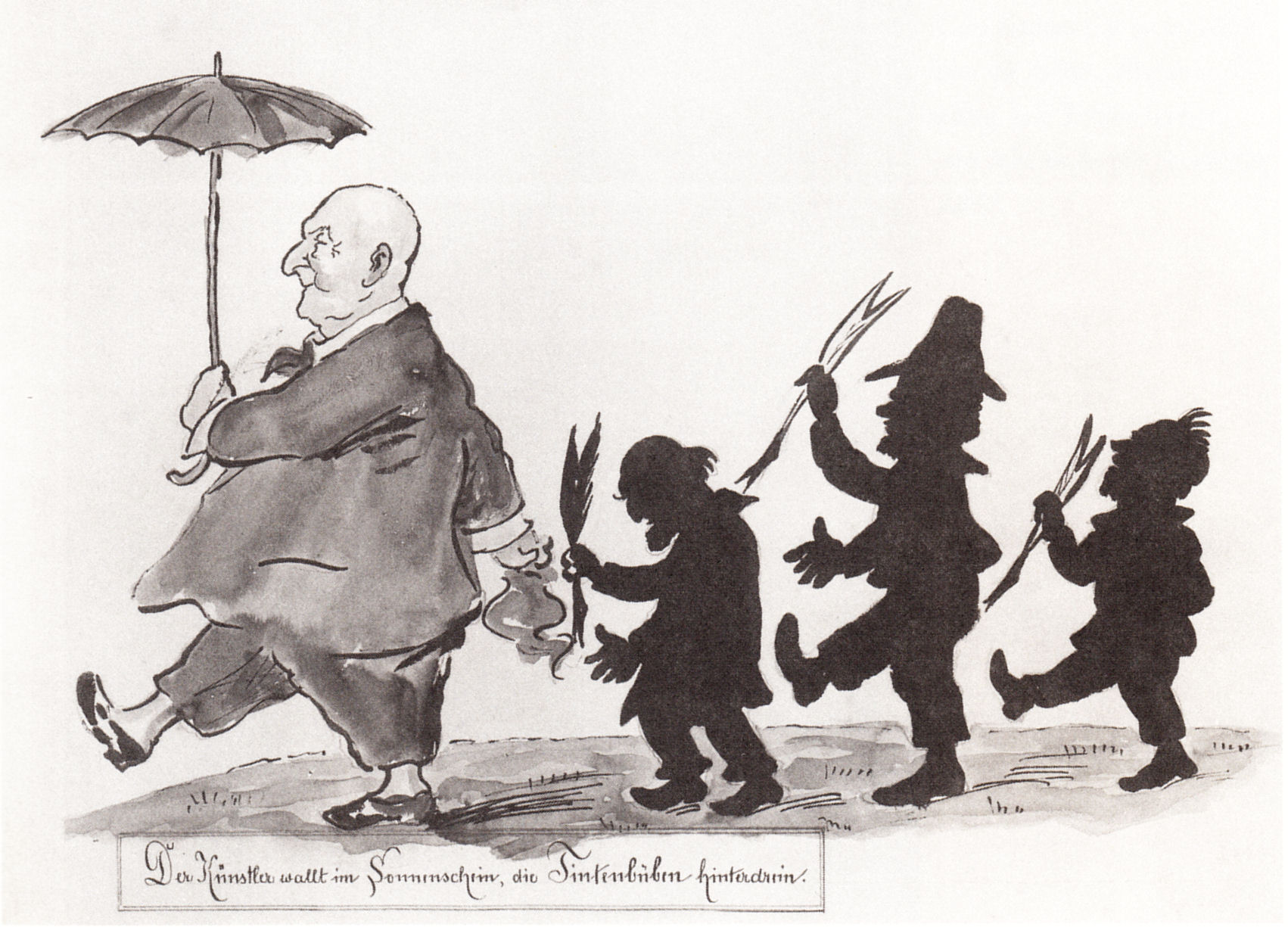
„Der Künstler wallt im Sonnenschein, die Tintenbuben hinterdrein.“
Karikatur von Otto Böhler auf Bruckner und seine Kritiker (Eduard Hanslick, Max Kalbeck und Richard Heuberger), in Anlehnung an den Struwwelpeter

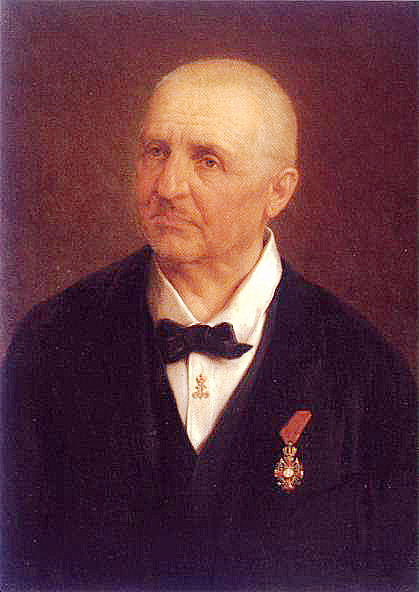
Bruckner-Porträt von Josef Büche, 1893

In Wien angekommen, wurden ihm die erhofften Arbeitsstellen sofort zugesprochen. Außer dem familiären Schicksalsschlag, dass seine Schwester Anfang 1870 in seiner Wohnung starb, stellten sich in den ersten Jahren künstlerische Erfolge ein: 1869 unternahm Bruckner als Orgelvirtuose äußerst erfolgreiche Konzertreisen nach Nancy und Paris, und 1871 nach London. Die Uraufführungen der e-Moll-Messe in Linz (1869) und der Messe in f-Moll in Wien (1872) wurden mit Beifall aufgenommen. Die Zeit in der k. u. k. Reichshauptstadt begann also vielversprechend für den Komponisten und ließ noch nicht viel von den späteren Kämpfen um seine Anerkennung ahnen.
Die Situation für Bruckner wurde erst problematisch, als er begann, den Wienern seine Sinfonien bekannt zu machen. So erregte die unter Leitung des Komponisten 1873 durch die Wiener Philharmoniker uraufgeführte Sinfonie Nr. 2 c-Moll (eine 1869 noch als zweite gezählte d-Moll-Sinfonie, heute als nullte Sinfonie bekannt, hatte Bruckner inzwischen verworfen) schon einiges Missfallen bei der Musikkritik. Eduard Hanslick, der Bruckner in der Linzer Zeit noch mit Wohlwollen begegnet war, verhielt sich ihm gegenüber nun immer distanzierter. Vollends zum Bruch zwischen beiden kam es 1877, als Bruckner seine – Richard Wagner in äußerst unterwürfigem Wortlaut gewidmete – dritte Sinfonie uraufführte, was zum größten Misserfolg seiner Karriere wurde. Hanslick war ein entschiedener Gegner der Neudeutschen Schule, zu deren maßgeblichen Repräsentanten Wagner gehörte, und sah in Bruckner dieser Widmung wegen von nun an einen gefährlichen Wagner-Epigonen, den es aufzuhalten galt. Seine Kritiken von Bruckner-Werken schlugen in fanatische Ablehnung um. Als tonangebender Kritiker Wiens beeinflusste er viele seiner Kollegen auf für Bruckner negative Weise. Bruckner galt jetzt zahlreichen Kritikern als „Wagnerianer“ und, wie sich bald zeigen sollte, als Gegenspieler des von Hanslick verehrten Johannes Brahms, der sich 1872 endgültig in Wien niedergelassen hatte. 
Nur ein kleiner Kreis von Freunden und Förderern setzte sich weiterhin für den Komponisten ein. Dazu gehörte der damalige Minister für Unterricht und Kultus Karl von Stremayr, dem Bruckner 1878 die fünfte widmete und welcher Bruckners Berufung als Lektor an die Wiener Universität bestätigt hatte. Ebenfalls zu den Unterstützern Bruckners zählten einige wenige Dirigenten (etwa Hans Richter), seine Schüler am Konservatorium und viele Studenten der Wiener Universität, an der Bruckner seit 1875 als Lektor für Musiktheorie gut besuchte Vorlesungen hielt.
Erst mit den erfolgreichen Uraufführungen der vierten Sinfonie und des Streichquintetts F-Dur (1881) gelang es Bruckner, sich auch bei seinen Gegnern wieder halbwegs Respekt zu verschaffen, doch die Frontstellung zwischen den „Brahmsianern“ und den „Wagner- und Brucknerianern“ sollte sich bis zum Ende fortsetzen. Als Organist konnte sich Bruckner dessen ungeachtet jedoch eines anhaltenden Ruhmes erfreuen, wie eine 1880 unternommene Konzertreise in die Schweiz demonstriert.
Der große Durchbruch für Bruckners Musik kam aber erst durch die Uraufführung der Sinfonie Nr. 7 im Jahr 1884 durch den jungen Dirigenten Arthur Nikisch zustande, die bezeichnenderweise in Leipzig (also fernab des Wiener „Kampfplatzes“) stattfand. Die fünfte und sechste Sinfonie wurden dagegen erst Jahre nach dem Tod des Komponisten zum ersten Mal aufgeführt. Nachdem allerdings Hermann Levi in München 1885 der Siebenten endgültig zum Siegeszug verholfen hatte und Hans Richters Aufführung des Te Deum im folgenden Jahr in Wien ebenfalls ein glänzender Erfolg geworden war, setzte sich Bruckners Musik allmählich sowohl im In- als auch im Ausland durch. Kaiser Franz Joseph I. zeigte sich vom Te Deum sogar so beeindruckt, dass er Bruckner dafür das Ritterkreuz des Franz-Joseph-Ordens verlieh. Mittlerweile wurde man auch wieder auf Bruckners frühere Sinfonien aufmerksam. Bevor der Komponist jedoch die erste und dritte für neue Aufführungen freigab, unterzog er sie gründlichen Revisionen; ebenso die achte Sinfonie, deren ursprünglicher Entwurf von Levi abgelehnt wurde, worauf Bruckner eine neue Fassung schuf, die Richter 1892 erfolgreich in Wien dirigierte.

### Letzte Jahre

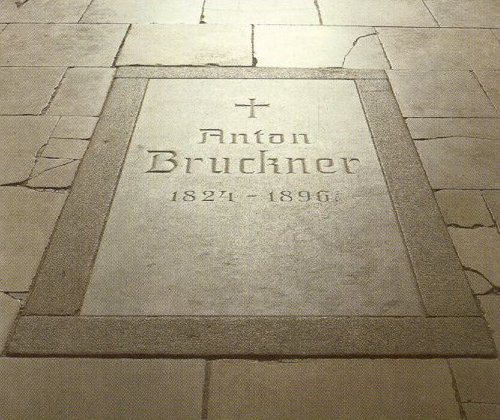
Marmorplatte in der Stiftskirche von St. Florian

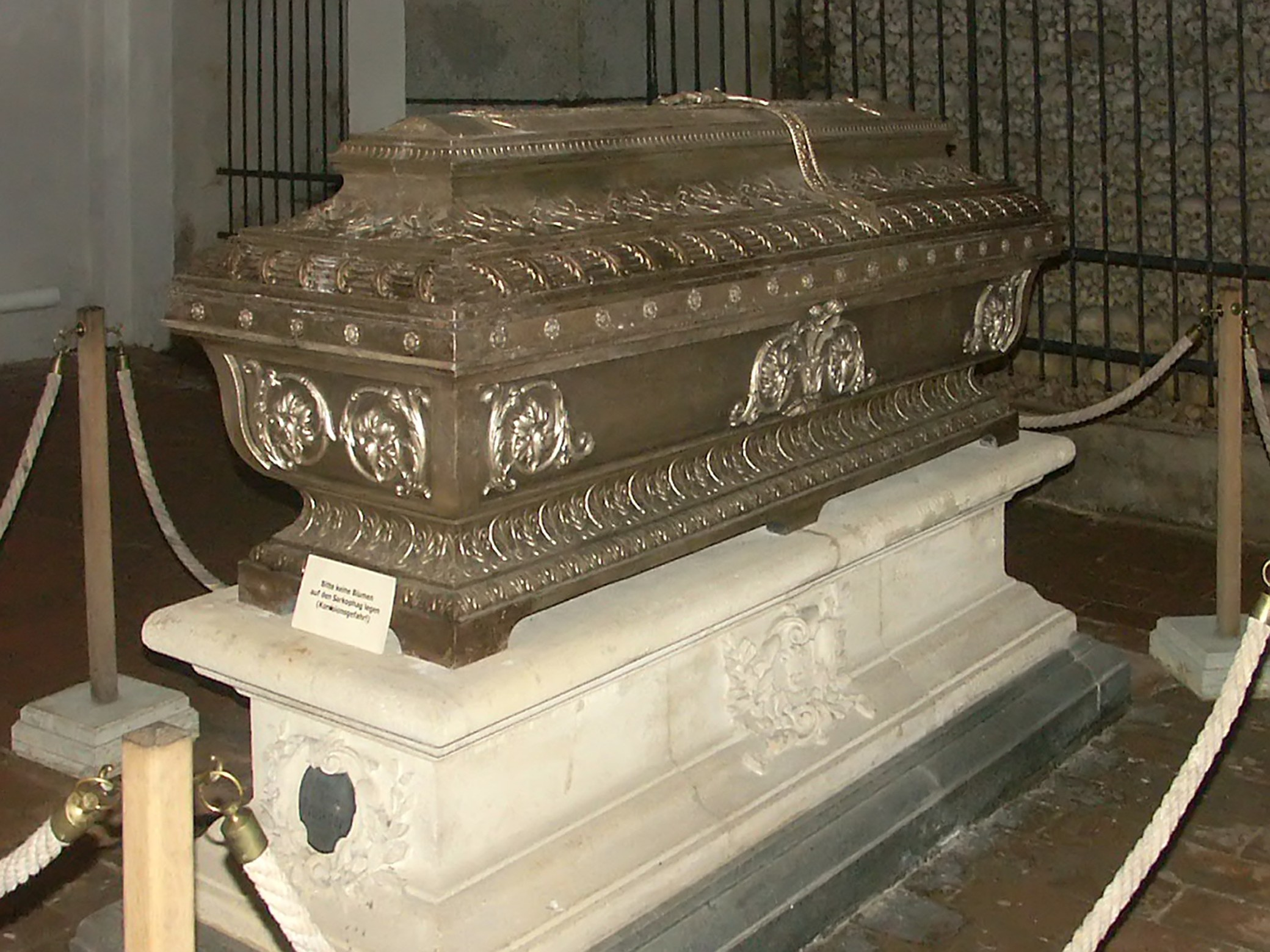
Sarkophag Anton Bruckners in der Gruft der Stiftskirche

Bereits gegen Ende der 1880er Jahre hatte sich Bruckners Gesundheitszustand allmählich verschlechtert. Es wurden bei ihm unter anderem Diabetes und Herzschwäche diagnostiziert. Der Komponist musste sich von seinen Ämtern an der Universität, dem Konservatorium und der Hofkapelle immer häufiger beurlauben lassen. 1891 ging er als Konservatoriumsprofessor in den Ruhestand, 1892 schied er aus dem Hoforganistenposten aus, und zwei Jahre später hielt er seine letzte Vorlesung an der Universität. Sein Lebensinhalt wurde nun die Komposition seiner neunten Sinfonie, der er seit 1887 nachgegangen war. Er erhielt nun vielfach Ehrungen, so 1891 den Titel eines Ehrendoktors der Wiener Universität. Außerdem wurde Bruckner 1895 vom Kaiser das Privileg zugestanden, mietfrei eine Wohnung im Schloss Belvedere zu beziehen. Hier verbrachte er sein letztes Lebensjahr. Mit unermüdlicher Schaffenskraft schrieb der Komponist weiterhin an seinem Werk, doch von der neunten Sinfonie wurden nur noch die ersten drei Sätze fertig; der vierte Satz blieb ein Fragment.
Bruckner starb am 11. Oktober 1896 um 16:00 Uhr – laut Sterbebuch an einem Herzklappenfehler. Seine sterblichen Überreste wurden, seinem Testament gemäß, durch Richard Paltauf mittels Formalin-Injektion einbalsamiert. In der im Namen seiner Geschwister Rosalia und Ignaz verfassten Parte ist zu lesen, dass er am 14. Oktober vom Trauerhause (III. Bezirk, Heugasse Nr. 3, Oberes Belvedere) in die Karlskirche überführt und eingesegnet wurde, die nochmalige Einsegnung und Beisetzung erfolgte am 15. Oktober 1896 in der Stiftsbasilika von St. Florian. Bruckners von A.M. Beschorner hergestellter Sarkophag, der unterhalb der Orgel aufgestellt ist, trägt am Sockel die Aufschrift Non confundar in aeternum („In Ewigkeit werde ich nicht zuschanden“, die Schlusszeile des Tedeums).

## Persönlichkeit und Privates
Bruckners unbeschwerte Jugend wurde jäh durch die fortschreitende Krankheit des Vaters beendet. Früh musste er den Vater in einigen Funktionen vertreten. Zudem zeigt sich bereits an ihm auch ein Charakterzug seiner Mutter: ein Hang zur Schwermut. Neben seiner Liebe zu formalen Dingen versuchte er, ohne je Not gelitten zu haben, zusätzliche materielle Sicherheit durch viele Examina, Zeugnisse und Empfehlungsschreiben zu gewinnen. Bis weit ins Erwachsenenalter hinein war sich Bruckner seiner musikalischen Berufung offensichtlich nicht sicher. So schrieb er „die merkwürdigsten Bewerbungen“, zum Beispiel an die k.k. Organisierungskommission, bei der er in „submissester Devotion“ um eine Kanzlistenstelle bat, „da er diesen Beruf schon lange in sich“ fühlen würde. Einen Stellenwechsel verknüpfte er immer wieder mit einer Rückkehrmöglichkeit zu seinem vorhergehenden Dienstherrn.
Trotz seiner Erfolge litt Bruckner sein ganzes Leben an Minderwertigkeitsgefühlen und einem tiefen Einsamkeitsgefühl. Zudem führte ihn sein Schaffensdrang oft an den Rand des Verkraftbaren: So begab er sich beispielsweise von Juni bis August 1867 zur Heilung seiner Nervenkrise drei Monate in die Kaltwasserheilanstalt Bad Kreuzen bei Grein. So ist es nicht verwunderlich, dass über ihn viele Anekdoten kursieren. Seinen Zeitgenossen schien sein Verhalten zeitweise sonderbar und kurios.

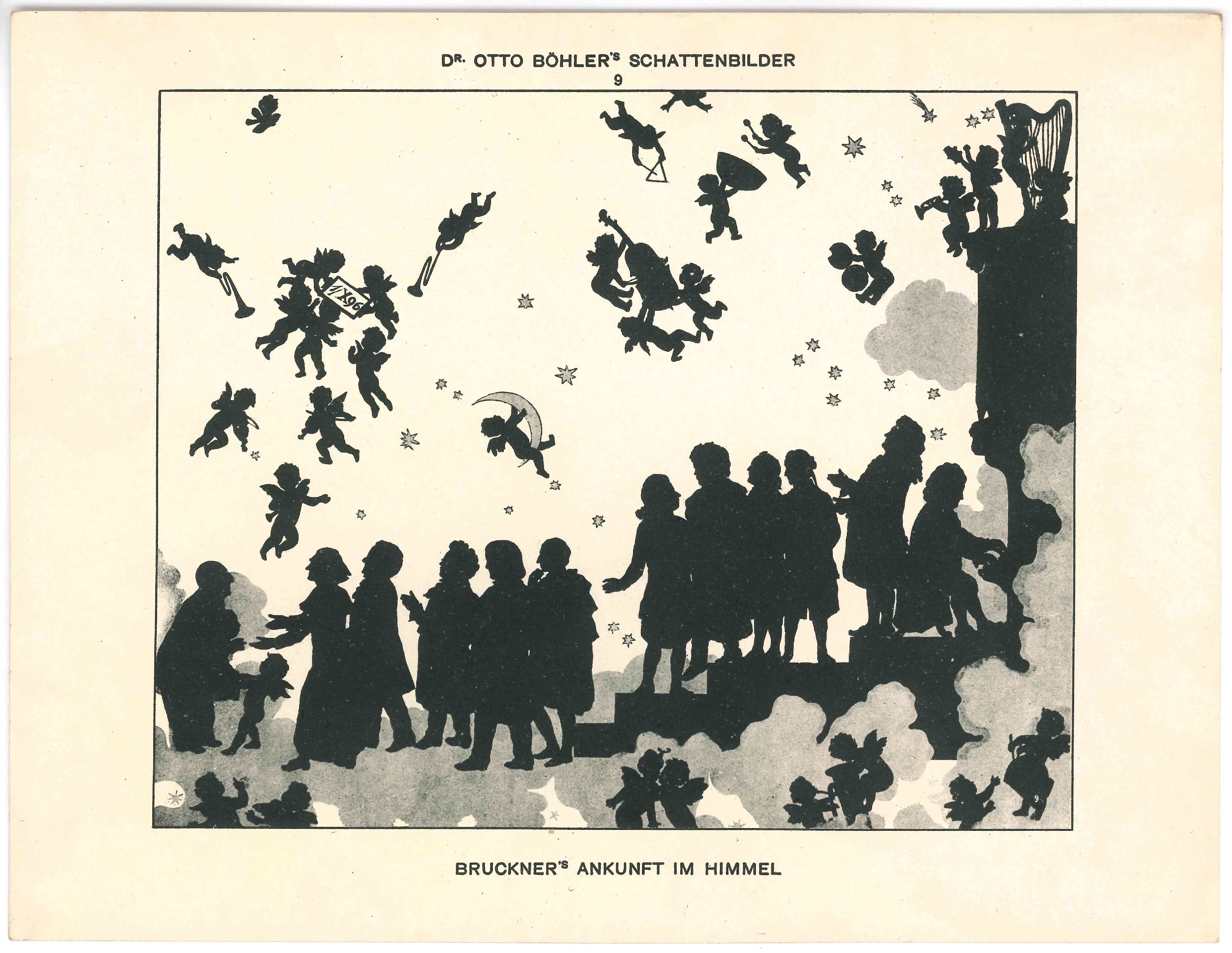
Bruckners Ankunft im Himmel, Silhouette von Otto Böhler

Bruckner war ein tief in der religiösen Tradition der katholischen Kirche verwurzelter Mensch. Seine demütige Liebe zu Gott wird aus seinen zahlreichen Kalendernotizen über täglich gesprochene Gebete ersichtlich. So missbilligte er auch derbe Scherze, die seiner Auffassung eines „reinen“ Lebens widersprachen. Auch sein Lebensstil war mönchisch bescheiden, sein Gottvertrauen gab Bruckner Kraft, die zahlreichen Anfeindungen seiner Gegner auszuhalten.
Seine 7. Sinfonie widmete er dem bayerischen König Ludwig II., die 8. Sinfonie dem Kaiser Franz Joseph und die 9. Sinfonie soll er dem lieben Gott gewidmet haben wollen, „wenn er sie nehmen mag“, wie der Komponist dazu sagte. Letztere Widmung ist allerdings nicht von Bruckners eigener Hand überliefert.
Die Rolle von Frauen in Bruckners Leben erscheint widersprüchlich. Er verfasste zeit seines Lebens schriftliche Heiratsanträge, vorzugsweise an junge Frauen um die 20, war aber durchwegs erfolglos, er blieb unverheiratet. Sie ähneln seinem rastlosen Drängen nach Anerkennung als Musiker, nur konnte er die von ihm verehrten Frauen mit Zeugnissen und Ähnlichem nicht beeindrucken. Seinem ehemaligen Lehrer Otto Kitzler entgegnete er einmal, als dieser ihn auf seine „ungeregelten Verhältnisse“ ansprach: „Lieber Freund, ich habe keine Zeit, ich muss jetzt meine Vierte schreiben!“.
Auf Bruckner lastete die verbreitete Ansicht, er sei zwar musikalisch hochbegabt, doch letztlich nie seiner provinziellen Herkunft entwachsen. Die öfter kolportierte Beschreibung „halb Genie, halb Trottel“ stammt nicht, wie vielfach angenommen, von Gustav Mahler, sondern von Hans von Bülow. Vor dem Hintergrund der Tatsache, dass er ausgebildeter Lehrer mit einer Zulassung für höhere Schulen war und als solcher zur oberen Bildungsschicht gehörte, lässt sich sein Verhalten auch anders interpretieren. Er könnte sich in Wien durch ein bäuerlich anmutendes, ungeschickt erscheinendes Benehmen, das er noch mit Tragen seiner Kurzhaarfrisur und überweiten Anzügen unterstrich, gegenüber ihm feindlich gesinnten Menschen, wie etwa dem Musikkritiker Hanslick, bewusst abgegrenzt haben.

## Bruckner als Hochschullehrer und Organist
Bruckner war als Lehrer für Musiktheorie am Wiener Konservatorium hoch geschätzt. Zu seinen wichtigsten Schülern zählten:
- Friedrich Klose
- Hans Rott
- Felix Mottl
- Heinrich Schenker
- Mathilde Kralik von Meyrswalden
- Karl Borromäus Waldeck
- die Brüder Franz und Joseph Schalk
- Ferdinand Löwe

Gustav Mahler und Hugo Wolf, die oft als Bruckners Schüler genannt werden und zweifellos große Bewunderung für ihn hegten, hörten zwar häufig seine Vorlesungen an der Universität, gehörten jedoch nicht zu seiner Unterrichtsklasse am Konservatorium. Bruckners Unterrichtsstil galt als sehr streng und traditionsorientiert. Er folgte im Großen und Ganzen den Methoden seines Mentors Simon Sechter. So verbot auch er seinen Schülern die freie Komposition, während sie bei ihm studierten. Viele von ihnen hegten zu ihm ein freundschaftliches Verhältnis.
Der Organist Bruckner war in ganz Europa für sein virtuoses Spiel berühmt. Seine herausragendste Fähigkeit war die Improvisation. Viele Themen seiner Sinfonien sollen ihm beim Improvisieren eingefallen sein. Oft improvisierte er große Fugen an der Orgel, auch von Fantasien über eigene Themen, Themen Richard Wagners und bekannte Vaterlandslieder, berichten Zeitzeugen. Leider zeichnete er die Improvisationen später nicht auf, sodass neben einigen erhaltenen Skizzen nur noch ein nach einem Brucknerschen Improvisationsthema entstandenes Präludium und Doppelfuge in c-Moll seines Schülers Friedrich Klose Aufschluss über diese Kunst gibt.
Bruckners Repertoire fremder Orgelkompositionen war im Gegensatz zu seiner Tätigkeit als Improvisator sehr begrenzt und umfasste lediglich einige Werke von Felix Mendelssohn Bartholdy, Johann Sebastian Bach und Georg Friedrich Händel. Die Zahl seiner als gesichert geltenden Orgelkompositionen beschränkt sich auf nur fünf Werke.

## Werk und Wirkung

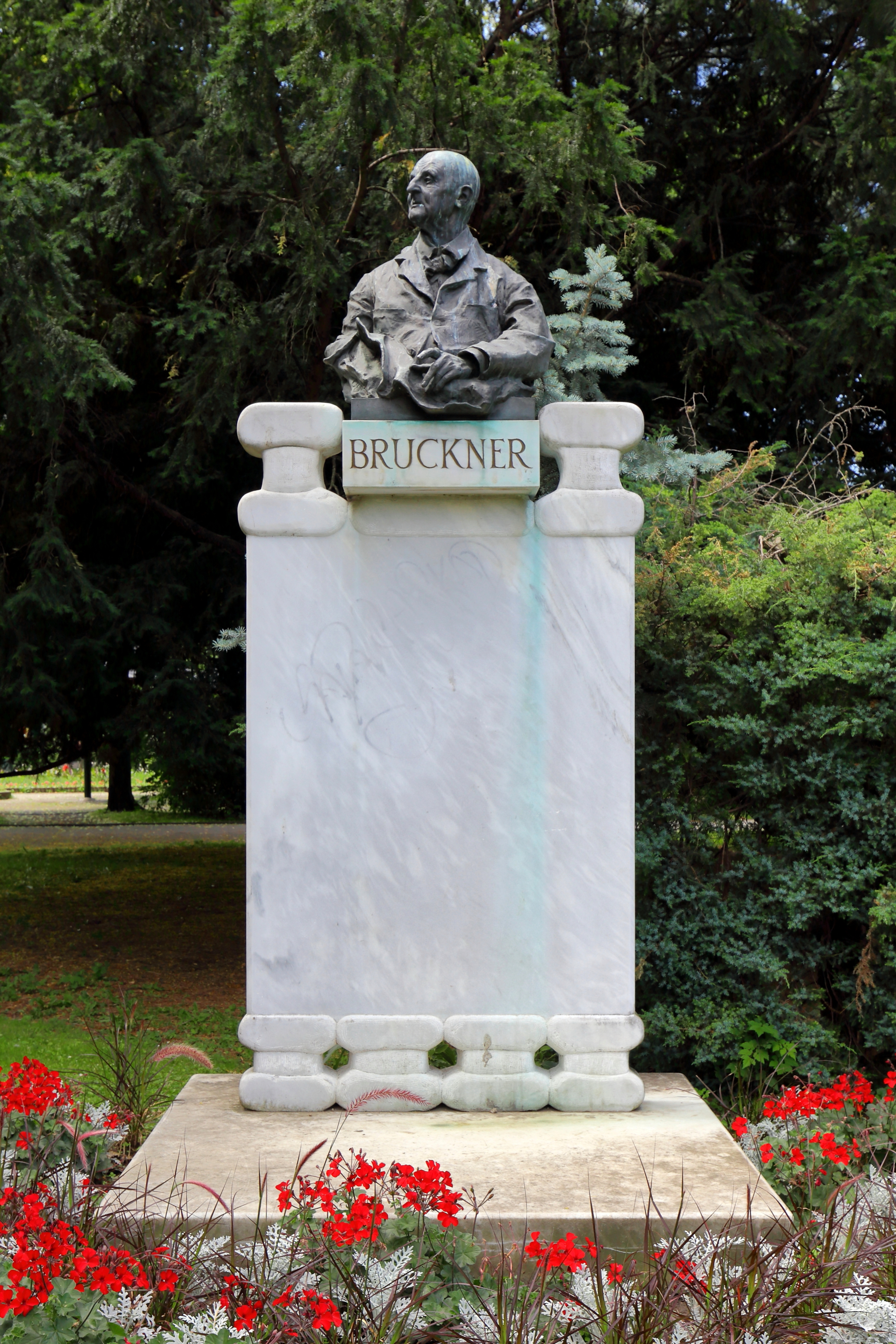
Bruckner-Denkmal im Stadtpark, vereinfacht nach Vandalisierung

Der Komponist Anton Bruckner gehört zu den großen Einzelgängern der Musikgeschichte. Nachdem er seinen typischen Stil gefunden hatte, verlief sein Schaffen in einer stetigen Evolution völlig unabhängig von zeitgenössischen Strömungen, weswegen man sich seiner Bedeutung für die spätere Musikgeschichte erst rückwirkend bewusst wurde.
Aus Bruckners kompositorischem Werk ragen die insgesamt elf Sinfonien hervor, von denen er neun als gültig betrachtete. In diesen Werken sah er selbst seine wichtigsten Kompositionen. Auffällig an seinem Œuvre ist die offensichtliche Zweiteiligkeit in vor 1864 und nach 1864 entstandene Werke. Die vor dem 40. Lebensjahr des Komponisten entstandenen Kompositionen sind vorrangig Vokalmusik. Es finden sich mehrere Messen und zahlreiche Motetten darunter sowie eine große Zahl weltlicher Chorwerke, meist für Männerchor.
An den geistlichen Werken ist deutlich der im damaligen Oberösterreich gebräuchliche, besonders den Messen der Wiener Klassik verpflichtete Kirchenmusikstil abzulesen. Sie zeugen von gediegener Qualität und handwerklichem Talent, lassen sogar auch schon eine persönliche Handschrift erkennen. Als wohl wichtigste dieser Stücke können das 1848 verfasste Requiem, die Missa solemnis von 1854 und die Vertonung des 146. Psalms von 1858 bezeichnet werden.
Die weltlichen Musiken geben einen guten Einblick in das Chorvereinswesen der damaligen Zeit. Der entscheidende Wendepunkt in Bruckners Schaffen fällt in die beginnenden 1860er Jahre, als Bruckner Studien in freier Komposition bei Otto Kitzler nahm, denn zu dieser Zeit begann er, die sinfonische Orchestermusik für sich zu entdecken. Nach einer später verworfenen f-Moll-Sinfonie widmete er sich vorerst wieder der Kirchenmusik und komponierte 1864 mit der d-Moll-Messe sein Schlüsselwerk. In dieser Komposition zeigt sich zum ersten Mal in seinem Schaffen die Synthese aus überkommener Kirchenmusiktradition und dem neuen, sinfonisch geprägten Orchesterstil Bruckners.
Zwei Jahre später vollendete er seine erste Sinfonie. Damit war seine Entwicklung zum Sinfoniker abgeschlossen, denn diese Gattung erhielt nun fast die ganze Aufmerksamkeit des Komponisten. Zwar hat er später auch auf anderen Gebieten Meisterwerke geschaffen, wie das Te Deum (1884) oder das Streichquintett F-Dur (1878), doch sind diese Stücke meist durch Aufträge anderer angeregt worden und in ihrer Kompositionsweise sichtlich von den Sinfonien beeinflusst.

### Bruckner als Sinfoniker

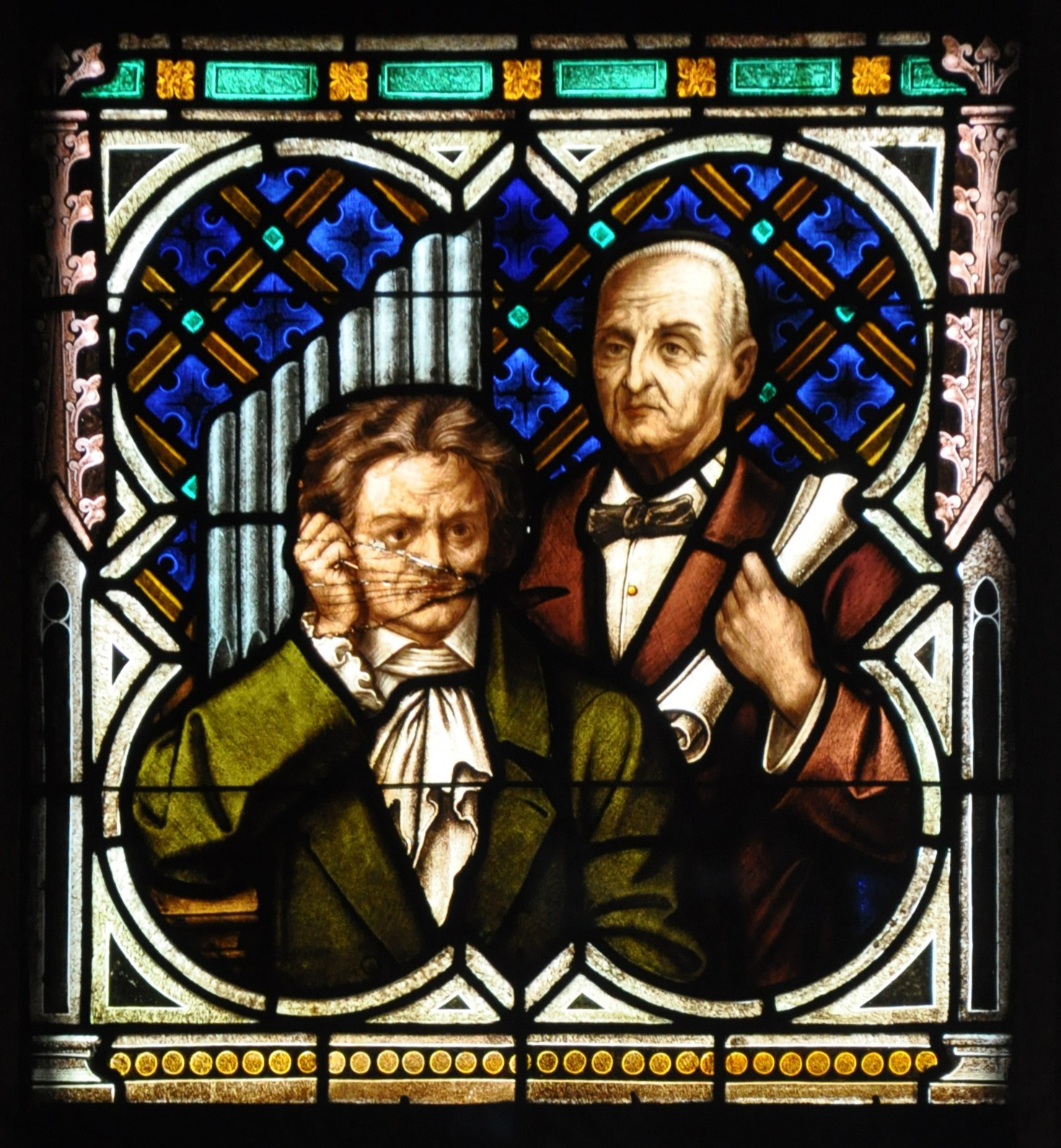
Beethoven und Bruckner. Fenster im Neuen Dom in Linz

Währinger Straße 41. Hier entstand auch ein Teil der nullten Sinfonie.

Die besondere Leistung des Komponisten Anton Bruckner ist in seiner Weiterentwicklung der Gattung der Sinfonie zu sehen. Er war außerdem der erste Komponist der Musikgeschichte, der sich ihr (fast) ausschließlich widmete. Die Sinfonie befand sich zur Zeit Bruckners in einer Art Krise: Die Komponisten fühlten sich gerade in dieser Musikgattung von den entsprechenden Werken Ludwig van Beethovens so sehr überschattet und eingeengt, dass sie sie in ihrem Œuvre meist nur vorübergehend streiften und auf andere Schaffensgebiete auswichen. Viele begannen sogar gänzlich an ihrem Fortbestehen zu zweifeln (zum Beispiel Franz Liszt) und versuchten mit dem Verfassen von sinfonischen Dichtungen, die Sinfonie zu umgehen.
Richard Wagner erklärte, die Sinfonie könne nur im Rahmen eines Gesamtkunstwerkes in Verbindung mit Bühnenbild und Gesang weiter existieren; seine Musikdramen verwirklichten dieses Konzept exemplarisch. Erst mit Bruckner und – etwas später – Johannes Brahms wurden neue Ansätze zur Weiterentwicklung gefunden. Während Brahms jedoch die Gattung ausgehend von seinen Erfahrungen auf dem Gebiet der Kammermusik heraus neu zu kreieren begann, war Bruckners Ansatz von ganz anderer Art:
- Seine Sinfonien sind von vornherein auf das Klangbild des großen Orchesters berechnet, wobei die einzelnen Instrumentengruppen weniger vermischt als nach Art der dem Organisten Bruckner wohlvertrauten Orgelregister voneinander abgegrenzt und miteinander gekoppelt werden. Von der Orgelmusik leitet sich die bei Bruckner häufig anzutreffende „Terrassendynamik“ ab, bei der unterschiedliche Lautstärken ohne vermittelnde Crescendi und Decrescendi aufeinanderfolgen.
- Hinsichtlich des dramaturgischen Verlaufs ist Franz Schubert wichtigster Vorläufer Bruckners. Wie bei diesem steht in Bruckners Sinfonien weniger die dramatische Konfrontation der Themen im Mittelpunkt als deren organische Fortführung und wechselseitige Verbindung. Die in den Themen gelagerten Energien werden meist erst im Verlauf des Werkes sichtbar. Aus dieser Entwicklungskonzeption erklärt sich die vorher nicht dagewesene Aufführungslänge von Bruckners Sinfonien, die sich auf durchschnittlich etwa 65 Minuten beläuft.
- Bruckner ließ häufig Elemente der Barockmusik, mit der er in seiner Funktion als Kirchenmusiker in engen Kontakt gekommen war, in seine Sinfonien einfließen. Ihr Einfluss lässt sich an der oft mehr akkordischen als linearen Setzweise, der reichen Verwendung von Kontrapunktik (die sich im Finalsatz der fünften Sinfonie bis zur Fuge verdichtet) und teils weitschweifenden Quintfallsequenzen nachweisen. Charakteristisch sind daneben die kühne, in ihrer Wirkung manchmal sehr schroffe Harmonik und das gelegentliche Einstreuen von Tonsymbolen (am bekanntesten wohl das aus Quarte und Quinte bestehende „Te-Deum-Motiv“, das sich durch viele Werke zieht).
- Ein Hauptmerkmal von Bruckners Stil ist der sogenannte „Bruckner-Rhythmus“, ein ständiges Nebeneinander und/oder Übereinander von Zweier- und Dreierbildungen in der Rhythmik (zum Beispiel 2 Viertel + Vierteltriole), welches der Musik große Spannkraft und Energie liefert. In Kontrast zu diesen ungleichmäßigen Rhythmisierungen steht Bruckners klarer und übersichtlicher Periodenbau.

Hinsichtlich der Form wahrt Bruckner das von den Wiener Klassikern überkommene Modell des viersätzigen Sinfonieschemas, füllt es aber mit neuen Inhalten. Seine Sinfonien wurden und werden überwiegend als absolute Musik betrachtet. Schon zu Bruckners Lebzeiten warfen Kritiker ihm allerdings oft vor, in seinen Sinfonien Elemente des „Dramatischen“ über Gebühr zu verwenden. Die Bruckner-Rezeption und -Forschung ist bis heute über diese Frage zerstritten. Neueren Ergebnissen verschiedener Forscher zufolge (Martin Geck, Constantin Floros, Hartmut Krones u. a.) handelt es sich bei den Bruckner-Sinfonien jedoch eher um Werke, die Aspekte des Absoluten und Programmatischen verbinden. Sie entsprechen eher dem Typus der im 19. Jahrhundert verbreiteten „Charakteristischen Sinfonie“ als einer Abfolge von Szenen und Bildern im Sinne einer dramatisch-epischen Gesamtanlage. Bruckner steht demnach in einer Traditionslinie mit Werken wie der Eroica und der Pastorale von Ludwig van Beethoven, der Symphonie fantastique von Hector Berlioz, der Schottischen Sinfonie von Felix Mendelssohn Bartholdy und der Faust-Sinfonie von Franz Liszt.
Oft wurde auf die Ähnlichkeit von Bruckners Sinfonien untereinander hingewiesen, denn anders als bei Beethoven oder Brahms, deren Sinfonien sich in Anlage und Charakter gegeneinander abgrenzen, sind diejenigen Bruckners eher auf den Zusammenhang der Werke angelegt. Es lässt sich deshalb auch an ihnen stets ein in den Grundzügen gleiches Formschema nachweisen, das jeweils individuell in jeder einzelnen Sinfonie behandelt wird:
- Der Kopfsatz (4/4-Takt, ab der Dritten 2/2-Takt) hat meist ein mäßig bewegtes Grundtempo und steht in einer von Bruckner modifizierten Sonatenhauptsatzform, deren Exposition (Bruckner: „Erste Abtheilung“) drei ausgiebige Themengruppen enthält.[11] Hingewiesen sei in diesem Zusammenhang insbesondere auch auf die von Bruckner selbst vorgelegte Formanalyse seiner vierten Sinfonie, in der er die von ihm selbst verwendeten analytischen Fachbegriffe mitteilt. Demzufolge beginnt der Satz mit einer „Eingangsgruppe“, die oft nur dreiteilig ist (bestehend aus einer leisen Darstellung des mehrgliedrigen Hauptthemas, dessen lauter Wiederholung vom vollen Orchester und einer abschließenden Ausleitung als Übergang zur zweiten Themengruppe), manchmal (dritte, vierte, neunte Sinfonie) aber auch ein motivisch abgegrenztes, separates Anfangsthema exponiert, das in einem Crescendo in das eigentliche Hauptthema führt. (In der neunten Sinfonie sind diese Teile sogar noch weitgehender differenziert.) Angelehnt an den Beginn von Beethovens neunter Sinfonie, lässt Bruckner das Hauptthema außerdem nie sofort einsetzen, sondern schickt ihm immer zwei vorbereitende Takte (meist als Streichertremolo im Pianissimo) voraus, aus denen sich das Thema herausschält; eine deutlich abgegrenzte Einleitung, wie zum Beispiel bei Haydn oft anzutreffen, ist allerdings nur der fünften Sinfonie vorausgeschickt. Das ruhigere zweite Thema hat gesanglichen Charakter (Bruckner: „Gesangsperiode“) und fügt sich meist aus mehreren übereinanderliegenden Teilthemen zusammen. In der Regel folgt dieser Abschnitt einer A-B-A'-Liedform, wobei der mittlere Teil von Bruckner oft als „Trio“ bezeichnet ist und manchmal auch im Tempo von den rahmenden Perioden abgesetzt wird. Die bereits in klassischen Sinfoniesätzen oft herausgehobene Schlussgruppe oder „Schlussperiode“ wird bei Bruckner vollends zum eigenständigen dritten Thema. Es hebt meist unisono an. Die Durchführung besteht bei Bruckner aus mehreren Teilabschnitten. Auffällig an diesem Formteil ist die Vorliebe des Komponisten für Umkehrungen, Vergrößerungen und Verkleinerungen sowie gelegentlich Kopplungen der Themen. Bis zur fünften Sinfonie lässt sich der Beginn der Reprise mit dem Wieder-Eintritt des Hauptthemas noch klar identifizieren. Ab etwa 1878 erstrebte Bruckner jedoch eine weitergehende Verschmelzung von Durchführung und Reprise, folgend dem zweiteiligen Sonatensatz-Verständnis von Musiktheoretikern des frühen 19. Jahrhunderts (insbesondere Koch und Czerny). Dementsprechend schreibt Bruckner in seinen Manuskripten und Analysen stets „Zweite Abtheilung“ oder „2. Theil“. Weitere Formteile bezeichnet Bruckner als „Anhang“, „Übergang“ bzw. „Überleitung“, „Unisono“, „Choral“, „Pleno“ (hier gemeint ein Tutti-Block, ähnlich der Pleno-Registrierung einer Orgel) und „Schluss“. Die Coda greift in der Regel Material aus der Eingangs-Themengruppe auf und schließt mit Ausnahme des Kopfsatzes der achten Sinfonie im Fortissimo des vollen Orchesters.
- Der langsame Satz (4/4-Takt), fast immer mit Adagio bezeichnet, läuft meist in der rondoartigen Struktur A-B-A’-B’-A’’ ab. Diese Anlage ist der einer Sonatenhauptsatzform insofern ähnlich, als die beiden Themen des Satzes miteinander erheblich kontrastieren und die Abschnitte A’ und B’ deutlich den Charakter von Durchführungen tragen. Dieser sonatisierten Liedform trägt auch Bruckner selbst Rechnung, da er die Formteile ebenfalls als „erste Abtheilung“ und „zweite Abtheilung“ bezeichnet und darüber hinaus in langsamen Sätzen den A’’-Abschnitt, der die Funktionen von Reprise und Coda in sich vereinigt, „dritte Abtheilung“ nennt (so zum Beispiel ab Takt 173 im Adagio der Neunten). Das besondere Merkmal von Bruckners langsamen Sätzen ist ihr feierlicher Höhepunkt vor der Coda, der in fast allen Fällen, unabhängig von der Tonart des Satzes, in C-Dur steht und auf den der ganze Satz zielgerichtet zusteuert, bevor er in der Coda leise ausklingt. Von dem oben beschriebenen Satzschema weichen die Adagio-Sätze der Studien- und ersten (A-B-A’), und sechsten (Sonatenhauptsatzform) Sinfonie etwas ab, da sie auf drei Themen basieren.[12]
- Das Scherzo hat bei Bruckner meist einen wilden, urwüchsigen Charakter. Formal ist es stets ein knapper Sonatenhauptsatz mit einem oder zwei Themen. Bis auf das Scherzo der vierten Sinfonie stehen alle Scherzi in Bruckners Sinfonien in Moll-Tonarten und verwenden den 3/4-Takt. Das Trio ist dem Scherzo charakterlich und tonartlich (immer Dur) entgegengesetzt und assoziiert oft einen stilisierten österreichischen Ländler. Eine Ausnahme ist das Trio der Neunten, das die Erregtheit des zugehörigen Scherzos noch steigert. Das Scherzo wird nach dem Trio immer da capo gespielt. Ab der vierten Sinfonie gibt Bruckner die vorher übliche, zusätzliche Scherzo-Coda auf. (In der Urfassung [1872] der zweiten, achten und neunten Sinfonie ist die hier dargestellte Reihenfolge von Adagio und Scherzo vertauscht.)
- Das Finale (4/4-Takt, ab der Dritten 2/2-Takt) hat immer die gleiche Tonart wie der Kopfsatz (Ausnahme ist die sechste Sinfonie, deren Finale in e-phrygisch anstatt A-Dur beginnt). Auch das Finale steht stets in Sonatenhauptsatzform mit drei Themen, ist aber in der Form meist freier behandelt, besonders was die Reprise betrifft: Sie läuft manchmal stark verkürzt ab oder, in der siebenten Sinfonie, mit spiegelverkehrt umgestellten Themen. Die Coda nimmt im Finale einen größeren Raum ein als im Kopfsatz, dessen Hauptthema hier ab der zweiten Sinfonie mit eingeflochten wird und somit Anfang und Ende ineinanderschiebt, den Zusammenhalt des Satzzyklus betonend. Alle Finali der brucknerschen Sinfonien schließen fortissimo in Dur. Zusätzliche Einheitlichkeit will Bruckner dadurch stiften, dass sich die Finale-Themen motivisch direkt auf die Themen des Kopfsatzes beziehen. Dadurch werden in gewisser Weise Bruckners Finalsätze zu einem weiter durchführenden Gegenstück der Kopfsätze. Ein wesentliches Merkmal der Finalsätze ist es, dass Motive/Themen aus dem Kopfsatz früher oder später wiederkehren. Um solche motivischen/thematischen Prozesse für den Hörer nachvollziehbar zu machen, stiftet Bruckner auch Identität über den Rhythmus von Motiven (zum Beispiel in der achten Sinfonie, in deren Finale bereits in der Schlussgruppe der Exposition der Rhythmus des Kopfsatzthemas prominent erneut ertönt). Dies setzt gewisse Temporelationen voraus, die aus dem Tactus-Prinzip der Wiener Klassik stammen.

### Rezeption

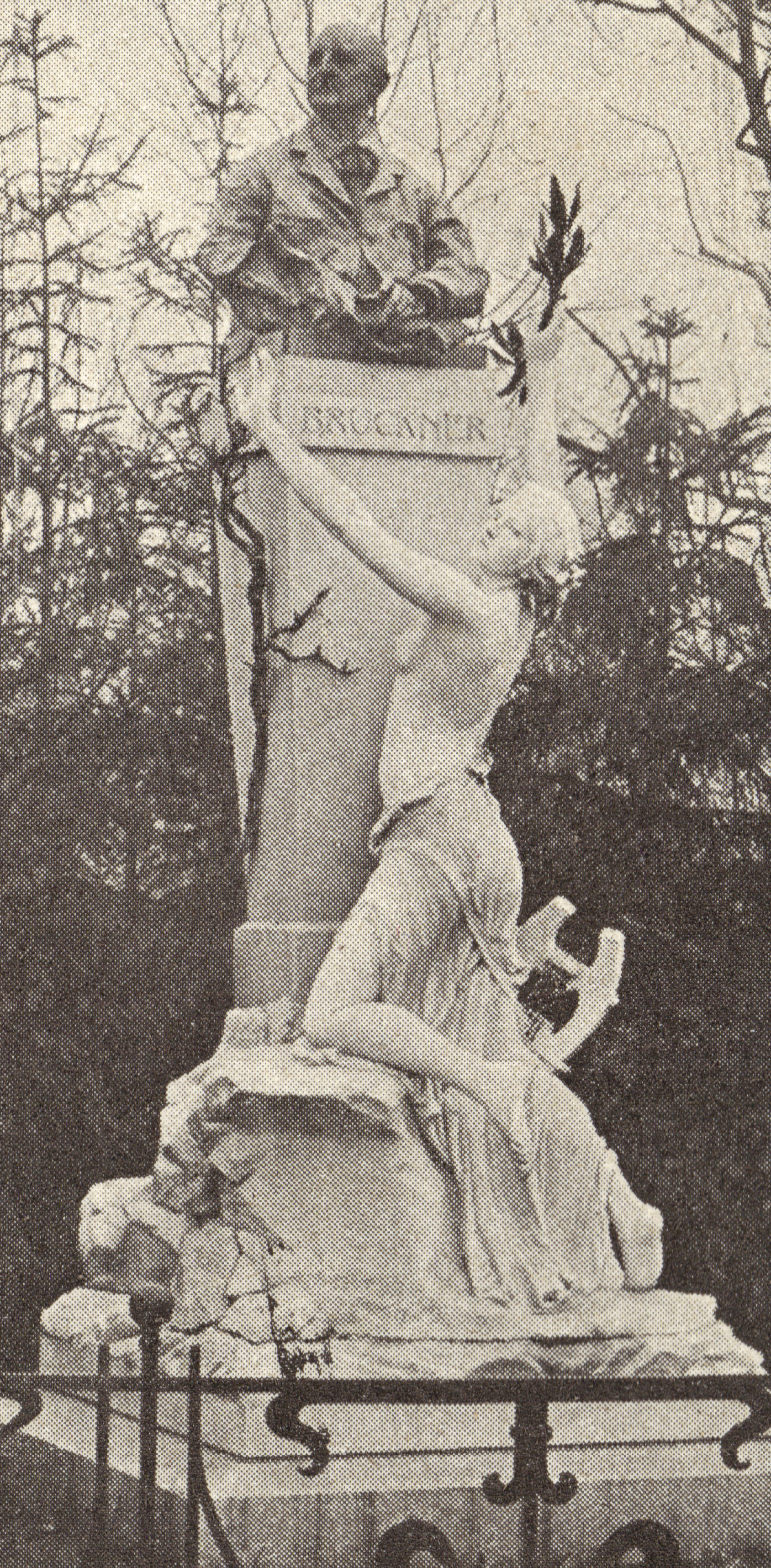
Viktor Tilgners Bruckner-Denkmal im Wiener Stadtpark, Zustand 1908

Zu Lebzeiten genoss Bruckner zunächst nur den Ruf eines der größten Orgelvirtuosen seiner Zeit. Seine Anerkennung als Komponist musste er sich dagegen mühsam erkämpfen. Lange Jahre wurden seine Sinfonien (im Unterschied zu den Messen und Motetten) nicht ernst genommen und wurde ihr Schöpfer für einen unzeitgemäßen Sonderling gehalten – was er letztlich, nur in positiverer Hinsicht, ja auch war – und von maßgeblichen Kritikern verspottet. Obwohl seine letzten Lebensjahre von immer größerem Erfolg gekennzeichnet waren, fand doch eine ernsthafte Würdigung von Bruckners Schaffen erst im 20. Jahrhundert statt. Zu tief waren zu seinen Lebzeiten noch die Gräben zwischen den Anhängern Richard Wagners und denen von Johannes Brahms mit ihrem Wortführer Eduard Hanslick.
Das Problem Anton Bruckners war, dass er in keine der beiden Parteien passte: Zwar gehörte er zu den größten Verehrern Wagners, blieb jedoch von dessen Stil und Musikphilosophie so gut wie unbeeinflusst – was schon allein daran erkennbar ist, dass er die von Wagner eigentlich totgesagte Sinfonieform verwendete; andererseits unterschied Bruckner sich auch zu sehr von Brahms, den er als Konkurrenten empfand, obwohl beide im Grunde ähnliche Konzepte absoluter Musik vertraten. So wurde er simpel, sowohl von Gegnern wie von Anhängern, zu den Wagnerianern gerechnet und zog sich damit die unerbittliche Feindschaft Hanslicks zu. Dass es keine Animositäten zwischen Brahms und Bruckner gab, wird durch folgende zwei Berichte gezeigt:
1. Bruckner verwendete etwa Brahms’ Kopfthema zu dessen 1. Klavierkonzert (d) im Konservatorium für satztechnische Übungen mit dem (ja „beinahe“ zutreffenden) Hinweis, dies sei eigentlich ein Thema „für eine Symphonie“.
2. Bernhard Paumgartner erzählte (im ORF), er sei als Achtjähriger bei der Trauerfeier zum Tode Bruckners zugegen gewesen, als auch Brahms, unbemerkt, sich hereingeschlichen, hinter einer Säule verborgen eine Zeit die Andacht mitverfolgt und sich vor ihrem Ende hinweggestohlen habe – mit tränenbenetztem Barte.

Bruckner ist neben Brahms und Wagner derjenige Komponist des späten 19. Jahrhunderts, dessen Schaffen wohl am richtungweisendsten für die folgende Entwicklung der abendländischen Musik wurde. Besonders die neunte Sinfonie zeigte sich als für ihre Zeit außergewöhnlich modern. In ihrem dritten Satz antizipiert Bruckner bereits die äußerst chromatische Tonsprache des frühen Arnold Schönberg, auch hat dessen Zwölftontechnik dem Hauptthema dieses Satzes nicht unwesentlich viel zu verdanken. Gustav Mahlers ausdrucksstarke Monumentalsinfonik ist undenkbar ohne Bruckners gründliche Vorarbeit auf diesem Gebiet. Vom „Bruckner-Rhythmus“, der sich in der sechsten und neunten Sinfonie zu regelrechten Klangteppichen ausweitet, ließ sich Jean Sibelius für ähnlich rhythmisch verschlungene Strukturen in seinen Sinfonien anregen. In der folgenden Komponistengeneration ist Bruckners Einfluss besonders bei Vertretern des musikalischen Neoklassizismus anzutreffen, allen voran Paul Hindemith und Johann Nepomuk David, die vor allem Bruckners Sinn für klare Formgebung auf sich wirken ließen. Letztendlich war Bruckner auch großes Vorbild konservativerer Komponisten des 20. Jahrhunderts wie Franz Schmidt, Richard Wetz, Wilhelm Furtwängler, Wilhelm Petersen oder Martin Scherber, die seinen Stil zur Grundlage ihrer jeweils individuellen Fortführung desselben nahmen. Selbst Dmitri Schostakowitsch ist ohne Bruckner kaum denkbar. Ebenfalls zum großen Teil ein Verdienst Bruckners war es, dass er durch seine Messen und vor allem sein Te Deum die geistliche Musik konzertsaalfähig machte.
Die Bedeutung Bruckners für die gesamte spätere Musik wurde in den Jahren nach dem Zweiten Weltkrieg eher in den Hintergrund gerückt, da die Nationalsozialisten Bruckners Musik als „arisch-deutsch“ bezeichneten und ähnlich wie diejenige Beethovens und Wagners für propagandistische Zwecke missbrauchten. So wurde nach der Bekanntmachung von Adolf Hitlers Tod am 1. Mai 1945 das Adagio der siebenten Sinfonie (dessen Coda als Trauermusik für Wagner konzipiert wurde) im Rundfunk übertragen.
Viele Komponisten jedoch getrauten sich in der frühen Nachkriegszeit nicht, sich auf Bruckner zu berufen. So wurde statt seines oft der Name des von ihm deutlich beeinflussten Gustav Mahler genannt. Sehr bald schon begann man jedoch, Bruckner und sein Werk wieder objektiver zu beurteilen, weshalb sich seine Musik wieder ungebrochen großer Beliebtheit in den Konzertsälen der Welt erfreut. Als wichtige Interpreten der Bruckner-Sinfonien gelten u. a. Bruno Walter, Volkmar Andreae, Carl Schuricht, Otto Klemperer, Wilhelm Furtwängler, Eugen Jochum, Herbert von Karajan, Kurt Eichhorn, Günter Wand, Sergiu Celibidache, Carlo Maria Giulini, Gennadi Rozhdestvensky, Georg Tintner, Stanisław Skrowaczewski, Bernard Haitink, Nikolaus Harnoncourt, Eliahu Inbal, Hortense von Gelmini, Toshiyuki Kamioka, Takashi Asahina, Simone Young, Gerd Schaller, Mariss Jansons, Daniel Barenboim, Christian Thielemann, Markus Poschner, François-Xavier Roth, Rémy Ballot und Herbert Blomstedt.

### Das Problem der Fassungen
Bruckner pflegte die meisten seiner Sinfonien auch nach der Fertigstellung weiter zu bearbeiten. Die Gründe dafür waren verschiedener Art. Manchmal hielt er das Werk in der ersten Fassung für unvollkommen, sodass er sich in der Folgezeit an eine oder mehrere Überarbeitungen derselben Komposition machte. Die Ausmaße solcher Überarbeitungen reichen von einem bloßen Feilen am Detail, vorgenommen unter einem fließenden Wandel der Vorstellung (vor allem in Periodik und Instrumentation), bis zu beinahe komplett neuen Partituren ganzer Sätze. Vor allem in der vierten Sinfonie ist Letzteres der Fall: Im Laufe der Bearbeitung dieses Werkes komponierte Bruckner einen gänzlich neuen Scherzosatz, und vom Finale sind nur noch die Themen übrig geblieben – ihre Verarbeitung und damit auch der Charakter dieses Satzes sind von der ursprünglichen Konzeption vollkommen verschieden. Während der Komponist aus eigenem Antrieb auch mit der ersten und dritten Sinfonie auf ähnliche Weise verfuhr, so trieb ihn meist aber die Aussicht auf eventuellen Erfolg dazu, seine ursprünglichen Pläne noch einmal zu überdenken: So wurde der erste Entwurf der Achten von dem Dirigenten Hermann Levi zurückgewiesen, worauf Bruckner kurzerhand eine neue Fassung erstellte, mit der dem Werk auch der Durchbruch gelang.
Die Erstfassungen zeichnen sich in der Regel durch größere Unmittelbarkeit aus sowie dadurch, dass sie auf die aufführungspraktischen Möglichkeiten der Zeit kaum Rücksicht nehmen. Die späteren Fassungen wirken folglich in dieser Hinsicht geglättet, zeugen aber oft von dem mittlerweile gewachsenen Können Bruckners und strahlen meist eine stärker verinnerlichte Atmosphäre aus als die Frühfassungen. Während diese häufig mehr Wert auf die architektonische Balance der Komposition legen, bemühen sich die späteren Fassungen stärker um kürzere und konzisere Abläufe. Vor allem in der dritten Sinfonie ist das zu bemerken. Seit den 1960er Jahren bemüht sich die Bruckner-Forschung um die Auswertung der verschiedenen Fassungen. Wichtig waren auf diesem Gebiet besonders die Arbeiten Leopold Nowaks.
Die Anfänge der Bruckner-Rezeption waren jedoch durch verfälschende Ausgaben seiner Werke geprägt. Die Hauptverantwortlichen dafür waren Bruckners Schüler Ferdinand Löwe sowie die Brüder Joseph und Franz Schalk. Sie erstellten zusätzlich zu Bruckners Fassungen noch eigenhändige Bearbeitungen zahlreicher Sinfonien, in denen sie für gewöhnlich das Klangbild weitgehend dem wagnerschen Ideal gemischter Orchesterfarben annäherten und große, nicht selten sinnentstellende Kürzungen vornahmen. Dafür hatten sie meist auch Bruckners Erlaubnis, denn die Änderungen waren durchaus gut gemeint und sollten dem Komponisten zu größeren Erfolgen beim Publikum verhelfen. Allerdings schlug diese Absicht oft ins Gegenteil um und sorgte für das lang anhaltende, u. a. durch Felix Weingartner verbreitete Fehlurteil, Bruckners Sinfonien wären Meisterwerke, wären sie nicht so sehr zerstückelt und formlos. Bruckners originale Konzeption kam erst seit dem denkwürdigen Konzert von 1932 unter Siegmund von Hausegger zum Vorschein, in dem dieser den von Löwe bearbeiteten Erstdruck und Bruckners Autograph der drei vollendeten Sätze der neunten Sinfonie einander gegenüberstellte. In der Folge wurde dann durch Robert Haas erstmals eine kritische Gesamtausgabe veröffentlicht, die den niedergelegten Notentext des Komponisten wiedergab. Die Schalk- und Löwe-Fassungen sind mittlerweile der Vergessenheit anheimgefallen.

## Posthume Ehrungen

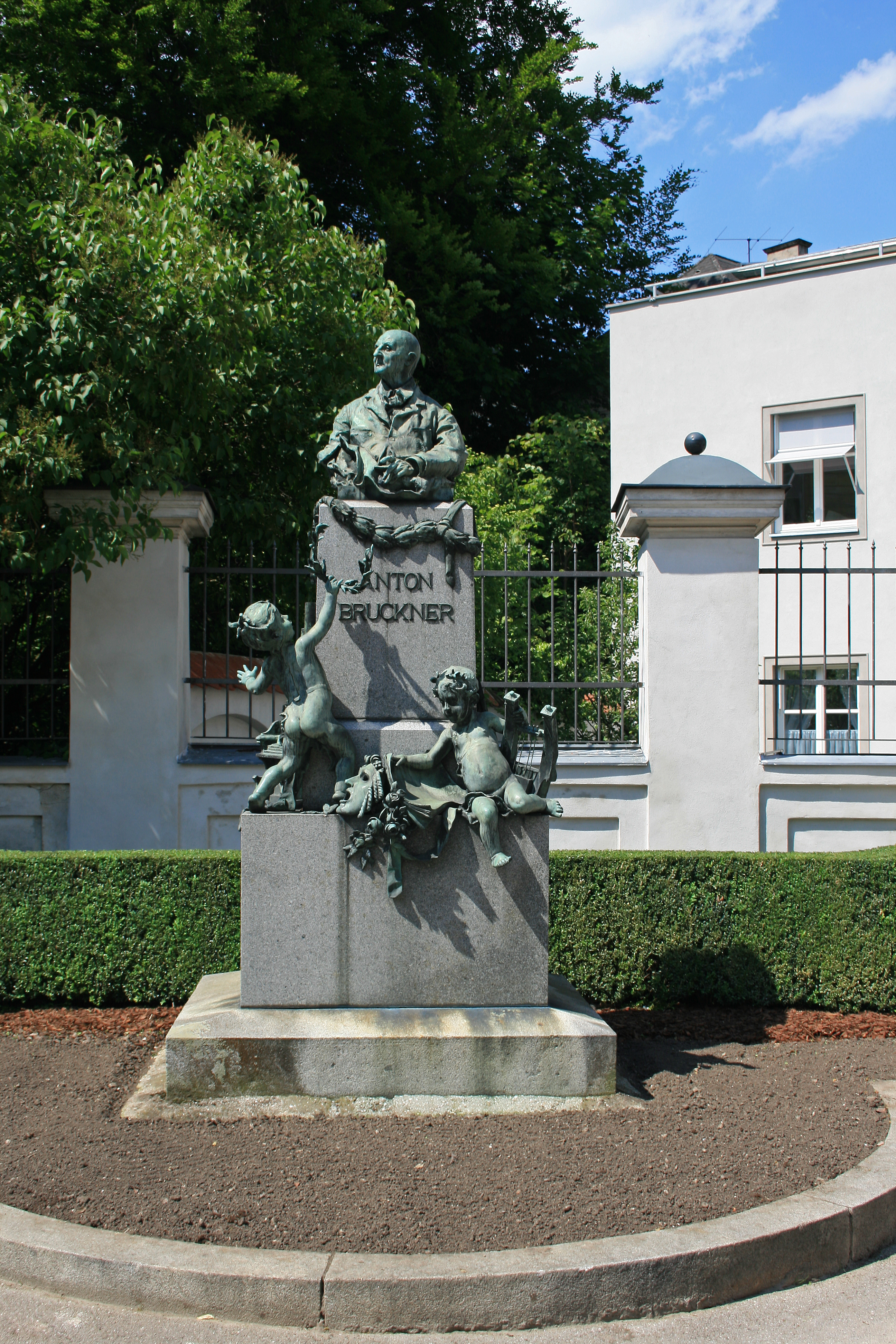
Bruckner-Denkmal in Steyr

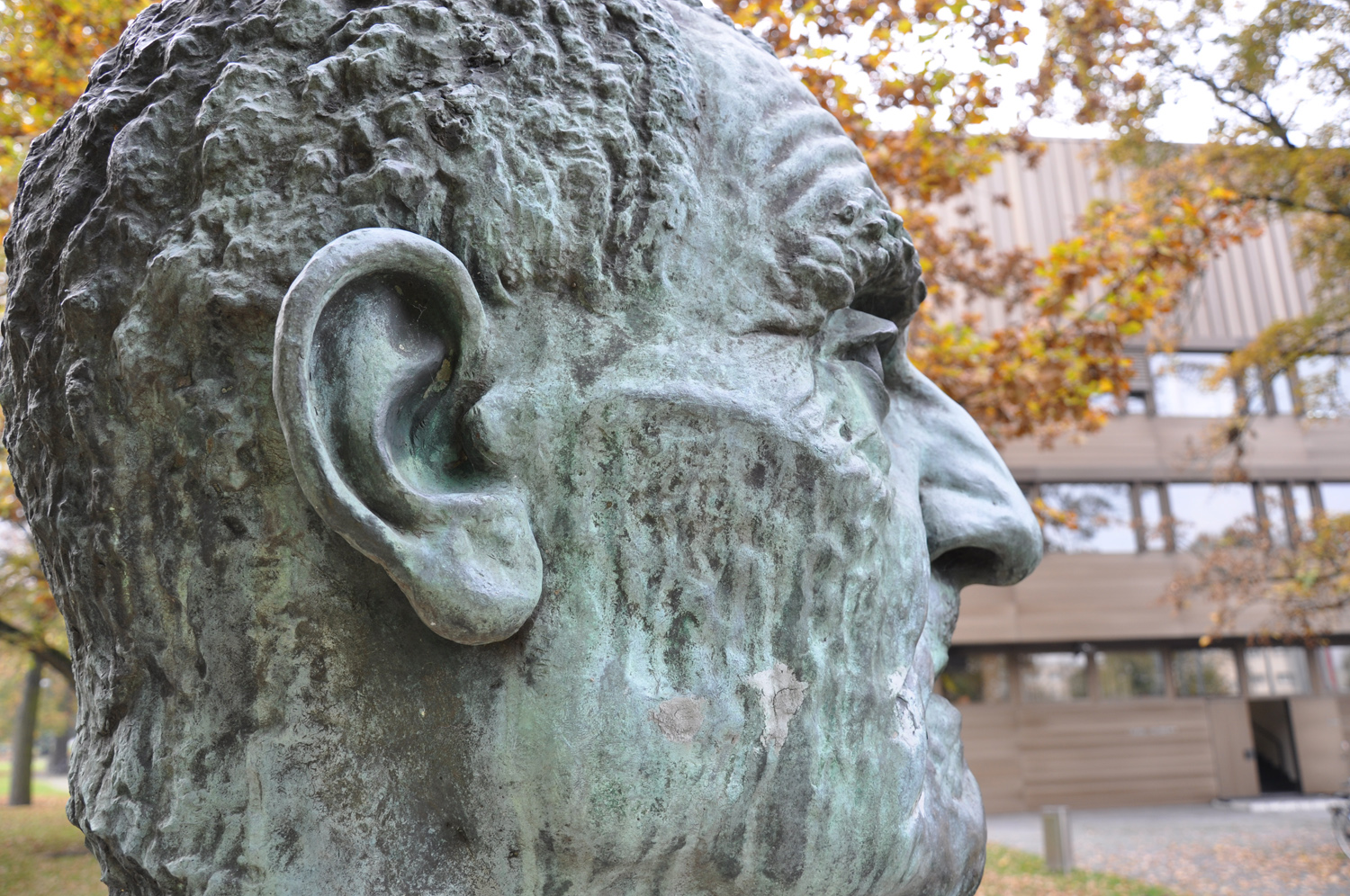
Brucknerkopf von Franz Strahammer beim Brucknerhaus in Linz

Das erste Denkmal zu Ehren Anton Bruckners steht am Steyrer Brucknerplatz. Es wurde am 29. Mai 1898 enthüllt. In der Walhalla im bayerischen Donaustauf weihte Adolf Hitler 1937 eine Büste Bruckners ein. Das Konterfei von Anton Bruckner ist auf der 1000-Schilling-Banknote von 1954 zu sehen. Zudem gab die Deutsche Post AG am 9. Oktober 1996 anlässlich seines 100. Todestages eine Sondermarke im Wert von 100 Pfennig heraus.
Im Geburtsort Ansfelden wurde 1924 der „Brucknerbund Ansfelden“ gegründet, der an Anton Bruckner und sein Werk erinnern und es bekannter machen möchte. Im Herbst, anlässlich des Geburtstages des Komponisten, findet alljährlich das Brucknerfest in Linz statt. Anlässlich seines 200. Geburtstages finden unter dem Titel Anton Bruckner 2024 in seiner Heimat zahlreiche Veranstaltungen statt.
Vielfach diente Bruckner als Namensgeber für Institutionen, geographische Objekte und Weiteres:
- Mehrere Institutionen heißen nach dem Komponisten, so nennt sich das Sinfonie- und Theaterorchester des Landes Oberösterreich Bruckner Orchester Linz. Die Privatuniversität für Musik, Schauspiel und Tanz in Linz nennt sich Anton Bruckner Privatuniversität. Das größte Konzerthaus Oberösterreichs ist das Brucknerhaus. Einer der Chöre der Wiener Sängerknaben ist nach dem Komponisten benannt. Mehrere Gymnasien tragen den Namen Anton-Bruckner-Gymnasium. Die Volksschule in Kronstorf wurde nach ihrem Umbau 2017 in Anton Bruckner-Volksschule umbenannt. In seinem Geburtsort Ansfelden wurde 1996 das Anton Bruckner Centrum als Veranstaltungs- und Kulturstätte eröffnet.
- 1901 wurde in Wien-Wieden (4. Bezirk) die Brucknerstraße nach ihm benannt. Brucknerstraßen gibt es auch in Linz, Wels, Graz, Salzburg, Dresden, Lünen und vielen weiteren Orten. Im Zentrum der Stadt Leipzig gibt es eine Anton-Bruckner-Allee.
- Das internationale Schnellzugpaar REx 1542/1543 zwischen Prag und Linz trägt den Namen „Anton Bruckner“.
- Das Fahrgastschiff Anton Bruckner (1976–2022) war nach Anton Bruckner benannt.
- Der Bruckner-Tower in Linz trägt ebenfalls den Namen des Komponisten.
- 1989 wurde der Asteroid (3955) Bruckner benannt.
- Nach ihm benannt ist der Anton-Bruckner-Ring – eine Auszeichnung, die vom „Verein Anton Bruckner der Wiener Symphoniker“ verliehen wird.

## Werke (Auswahl)
Bruckners Werke werden im „Werkverzeichnis Anton Bruckner“ (WAB) zusammengefasst und strukturiert. Einige kleine Frühwerke, die im sogenannten „Kitzler-Studienbuch“ dokumentiert sind (Lieder, Klavierstücke, Quartett-Sätze und anderes), sind lange unveröffentlicht geblieben. Das Manuskript befand sich in Privatbesitz. Die Österreichische Nationalbibliothek konnte die wertvolle Originalhandschrift 2013 erwerben. Ein Faksimile des Manuscripts ist 2015 in der Bruckners Gesamtausgabe herausgebracht.

### Orchesterwerke
- Vier Orchesterstücke: Marsch in d-Moll (WAB 96) und Drei Sätze für Orchester (WAB 97), 1862.
- Ouvertüre g-Moll (WAB 98), 1862/63
- Sinfonie f-Moll (Studiensinfonie, WAB 99), 1863
- 1. Sinfonie c-Moll (WAB 101), 1866 (Linzer Fassung), 1877 (revidierte Linzer Fassung), 1890/91 (Wiener Fassung)
- Sinfonie B-Dur, 1869; nur Skizzen des 1. Satzes vorhanden
- Sinfonie d-Moll (WAB 100), 1869 (sog. Nullte [Annullierte])
- 2. Sinfonie c-Moll (WAB 102), 1872, 1877
- 3. Sinfonie d-Moll (WAB 103), 1873, 1877/78, 1889
- 4. Sinfonie Es-Dur (Die Romantische, WAB 104), 1874, 1878 (neues „Jagd“-Scherzo und „Volksfest“-Finale), 1880 (neues Finale), 1888
- 5. Sinfonie B-Dur (WAB 105), 1876–1878
- 6. Sinfonie A-Dur (WAB 106), 1881
- 7. Sinfonie E-Dur (WAB 107), 1883–1885
- 8. Sinfonie c-Moll (WAB 108), 1887, 1890
- 9. Sinfonie d-Moll (unvollendet; die im Entstehen begriffene Autograph-Partitur des 4. Satzes von 1895/96 ist nicht zu Ende instrumentiert und in Teilen verschollen, WAB 109), 1887–1896
- Symphonisches Präludium c-Moll, 1876, in einer Kopie Rudolf Krzyzanowskis überliefert, Zuschreibung an Bruckner sehr wahrscheinlich

### Vokalmusik
Geistlich
- Windhaager Messe (Messe in C-Dur) für Alt, zwei Hörner und Orgel (WAB 25), 1842
- Messe ohne Gloria [und Credo] in d-Moll („Kronstorfer Messe“) für gemischten Chor a cappella (WAB 146), 1843–1844
- Messe für den Gründonnerstag in F-Dur, für gemischten Chor a cappella (WAB 9), 1844, 1845 (Kyrie und Gloria, verschollen)
- Missa solemnis in b-Moll (WAB 29), 1854.
- Messe Nr. 1 in d-Moll (WAB 26), 1864
- Messe Nr. 2 in e-Moll für achtstimmigen Chor und Bläser (WAB 27), 1866 (1. Fassung), 1882 (2. Fassung)
- Messe Nr. 3 in f-Moll (WAB 28), 1867/68, 1883/93
- Requiem in d-Moll (WAB 39), 1849
- Psalm 22 in Es-Dur (WAB 34), um 1852.
- Psalm 114 in G-Dur (WAB 36), 1852.
- Psalm 146 in A-Dur (WAB 37), um 1856.
- Psalm 112 in B-Dur (WAB 35), 1863.
- Psalm 150 in C-Dur (WAB 38), 1892.
- Magnificat in B-Dur (WAB 24), 1852.
- Festkantate Preiset den Herrn in D-Dur (WAB 16), 1862
- Te Deum in C-Dur (WAB 45), 1881 (Skizze), 1884
- Etwa 40 Motetten,[17][18] darunter:
  - 4 Graduale:
    - Locus iste (WAB 23), 1869
    - Os justi meditabitur sapientiam (WAB 30), 1879.[A 5]
    - Christus factus est III (WAB 11), 1884.
    - Virga Jesse floruit (WAB 52), 1892.

  - Ave Maria II (WAB 6), 1861.
  - Tota pulchra es Maria (WAB 46), 1878
  - Ecce sacerdos magnus (WAB 13), 1885.
  - Vexilla regis prodeunt (WAB 51), 1892

Weltlich
- Kantaten
  - Vergißmeinnicht in D-Dur (WAB 93), 1845.
  - Entsagen in B-Dur (WAB 14), um 1851.
  - Arneth-Kantate: Heil Vater! Dir zum hohen Feste in D-Dur (WAB 61), 1852.
  - Mayer-Kantate: Auf, Brüder! auf, und die Saiten zur Hand! D-Dur (WAB 60), 1855.
  - Festgesang („Jodok-Kantate“): Sankt Jodok sproß aus edlem Stamme C-Dur (WAB 15), 1855.
  - Germanenzug in d-Moll für Männerchor und Bläser (WAB 70), 1864.
  - Helgoland in g-Moll für Männerchor und Orchester (WAB 71), 1893.
- Etwa 40 kleinere Chorstücke (vorrangig für Männerchor)[19] sowie etwa 20 Klavierlieder[20][21]

### Kammermusik
- Sechs Scherzi für Streichquartett (WAB 209), 1862 („Kitzler-Studienbuch“, S. 58–74)
- Thema und Variationen Es-Dur, WAB 210 („Kitzler-Studienbuch“, S. 92–104)
- Streichquartett c-Moll (WAB 111), 1862.
- Rondo c-Moll für Streichquartett (WAB 208), 1862.
- Abendklänge für Violine und Klavier (WAB 110), 1866.
- Streichquintett F-Dur (WAB 112), 1879.
- Intermezzo d-Moll für Streichquintett (WAB 113), 1879.

### Sonstiges
- Kürzere Orgelwerke[22][23]
  - Nachspiel in d-Moll (WAB 126), um 1846.
  - Andante (Präludium) in d-Moll (WAB 130), um 1846.
  - Präludium und Fuge in c-Moll (WAB 131), 1847.
  - Fuge in d-Moll (WAB 125), 1861.
  - Perger Präludium in C-Dur (WAB 129), 1884.
 Sowie 7 Präludia (WAB 127 und 128), um 1836, vermutlich nicht von Bruckner
- Klavierstücke[24][23]
  - Lancier-Quadrille in C-Dur (WAB 120), um 1850.
  - Steiermärker in G-Dur (WAB 122), um 1850.
  - Drei kleine Stücke zu vier Händen (WAB 124), 1853–1855
  - Quadrille zu vier Händen (WAB 121), um 1854.
  - Klavierstück in Es-Dur (WAB 119), um 1856.
  - Sonatensatz in g-Moll (WAB deest), 1862.
  - Stille Betrachtung an einem Herbstabend in fis-Moll (WAB 123), 1863.
  - Fantasie in G-Dur (WAB 119), 1868.
  - Erinnerung in As-Dur (WAB 117), um 1868.
 Sowie 16 andere Klavierstücke im „Kitzler-Studienbuch“
- Zwei Aequali in c-Moll für 3 Posaunen (WAB 114 und 149), 1847.
- Marsch in Es-Dur für Blasorchester (WAB 116), 1865.

## Trivia
Im September 1873 kam Bruckner erstmals nach Bayreuth, wo er in einem Zimmer in der Ludwigstraße wohnte. Er legte Richard Wagner zwei Partituren vor, die zweite Symphonie in e-Moll und die dritte Symphonie in d-Moll. Wagner weigerte sich zunächst, diese zu lesen, worauf Bruckner anbot, ihm eines der beiden Werke zu widmen. Nachdem Wagner daraufhin vorgeschlagen hatte „Lassen Sie mir die Partituren hier und kommen am späten Nachmittag wieder“ lief Bruckner aufgeregt durch die Stadt, kletterte nach ganz oben auf das Gerüst des im Bau befindlichen Festspielhauses und musste von einem Helfer wieder heruntergeholt werden. Beim folgenden Treffen gegen 17 Uhr nahm Wagner die Widmung für Bruckners dritte Symphonie, die bis heute als „Wagner-Symphonie“ bekannt ist, an. Nach einem gemeinsamen Trinkgelage wusste Bruckner tags darauf nicht mehr, für welche der beiden Symphonien Wagner die Widmung angenommen hatte, und musste schriftlich bei jenem nachfragen.